# フランク王国

フランク王国
Regnum Francorum (ラテン語)

フランク王国の領土の変遷

フランク王国（フランクおうこく、ラテン語: Regnum Francorum, ドイツ語: Fränkisches Reich,フランス語: Royaumes francs）は、5世紀後半にゲルマン人の部族、フランク人によって建てられた王国。カール1世（カール大帝・シャルルマーニュとも）の時代（8世紀後半から9世紀前半）には、現在のフランス・ドイツ・イタリア北部・オランダ・ベルギー・ルクセンブルク・スイス・オーストリアおよびスロベニアに相当する地域を支配し、イベリア半島とイタリア半島南部、ブリテン諸島を除く西ヨーロッパのほぼ全域に勢力を及ぼした。カール1世以降のフランク王国は、しばしば「フランク帝国」「カロリング帝国」などとも呼ばれる。
この王国はキリスト教を受容し、その国家運営は教会の聖職者たちが多くを担った。また、歴代の王はローマ・カトリック教会と密接な関係を構築し、即位の際には教皇によって聖別された。これらのことから、西ヨーロッパにおけるキリスト教の普及とキリスト教文化の発展に重要な役割を果たした。
フランク王国はメロヴィング朝とカロリング朝という2つの王朝によって統治された。その領土は、成立時より王族による分割相続が行われていたため、国内は恒常的に複数の地域（分王国）に分裂しており、統一されている期間はむしろ例外であった。ルートヴィヒ1世（敬虔王、ルイ1世とも）の死後の843年に結ばれたヴェルダン条約による分割が最後の分割となり、フランク王国は東・中・西の3王国に分割された。その後、西フランクはフランス王国、東フランクは神聖ローマ帝国の母体となり、中フランクはイタリア王国を形成した。
このようにフランク王国は政治的枠組み、宗教など多くの面において中世ヨーロッパ社会の原型を構築した。

## 歴史

### フランク族の登場と移住
フランク族の名前は西暦3世紀半ばに初めて史料に登場する。記録に残る「フランク（francus または franci）」という言葉のもっとも古い用例は、241年ごろの歴史的事実を踏まえたとされるローマ行軍歌においてである。これは4世紀に書かれた『皇帝列伝』に収録されて現代に伝わっている。ローマ人はライン川中流域に居住するゲルマン人たちを一括して「フランク人」と呼んでいた。3世紀から4世紀にかけて、カマーウィー族、ブルクテリ族、カットゥアリー族、サリー族、アムシヴァリー族、トゥヴァンテース族が、ローマ側の史料において「フランク人」と呼ばれている。この呼称はあくまでローマ人側からの呼称であり、この名前で呼ばれたゲルマン人の諸部族が実際に同族意識を持っていたかどうかは不明である。ローマ帝国の国境地帯にこれらの諸部族が居住していたことが彼らを共通の政治的状況に置き、そのことが彼ら自身とローマ人の意識において共族意識を育んだかもしれない。
ローマ帝国国境地帯に居住した彼ら「フランク人」たちは、その都度従士団を組織して、隣接するゲルマン諸部族やローマ帝国の属州で略奪を行っていた。一方でその勇猛と武力を買われ、ローマ側によって兵士や将軍として「フランク人」が雇われるようになった。そのような「フランク人」の1人クラウディウス・シルウァヌスは355年にコロニア・アグリッピナ（現・ケルン）で皇帝（アウグストゥス）を僭称している。また、メロバウデスや、フラウィウス・バウトのように西ローマ帝国において執政官職（コンスル）に就任するフランク人も現れた。バウトの甥にあたるテウドメールは「フランク人の王（rex Francorum）」という称号を帯びた最初の人物であり、マロバウデスというフランク人はローマ軍の将軍を務めたあと、「フランク人の王」になり378年のアレマン族との戦いを勝利に導いたとされる。また、バウトの娘はコンスタンティノープルの宮廷で教育を受け、東ローマ皇帝アルカディウスの妃となった。このように4世紀後半には東西両帝国の政界でフランク人のめざましい活躍があった。

400年から440年まで、フランク人の領土変遷

一方、ライン川流域のフランク系諸部族は離合集散を経てサリー・フランク人とライン・フランク人（リプアリー・フランク人）という2つの集団に収斂していった。ライン・フランク人たちは380年代に、ゲンノバウド、マルコメール、スンノという3人の指導者のもと、ライン川を越えてローマ領に侵入し周辺を荒らしまわった。当時西ローマ帝国で権勢を極めていたアルボガストは（彼はバウトの息子であり自身もフランク人であったが）侵入したフランク諸部族を殲滅するように主張し迎撃を主導した。ローマ軍との戦闘のあと、フランク族・アレマン族の小王たちとエウゲニウス帝との間に和約が結ばれたとされる。406年にはライン・フランク人たちはローマの同盟軍としてヴァンダル族、スエヴィ族、アラン族の侵入に対応した。さらに遅くとも5世紀の半ばにはライン・フランク人たちは1人の王を戴く国制を確立していたと考えられる。彼らの勢力範囲はケルンを中心とし、ライン川下流域（ニーダーライン）からライン川中流域のマインツにまで広がり、モーゼル川流域もその支配下にあった。

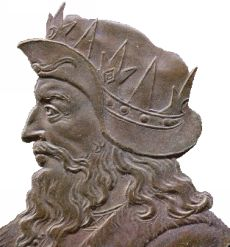
クロディオ王

ライン川下流域に勢力を持ったサリー・フランク人は、358年にブラバント北部のトクサンドリア地方への移住をローマ帝国から認められ、国境警備の任にあたるようになった。サリー・フランク人の間でも、少なくとも5世紀半ば以降には権力の集中がなされたと考えられる。彼らはクロディオ王の指揮下でアラス付近まで侵入し、フン族の侵入やヴァレンティアヌス3世の死による混乱に乗じてカンブレーも占領、ソンム川の流域まで達した。そしてサリー・フランク人たちもまたローマの同盟軍となる許可を得た。
このようにゲルマン諸部族をローマの同盟軍（フォエドゥス、foedus）としてローマ領内に居住地を与える政策がしばしば取られ、それによって西ローマ帝国領の各地にゲルマン系諸部族の「王国」が構築された。フランク王国もそのひとつであり、ほかにトゥールーズ（トロサ）を中心とするガリア南部からイベリア半島にかけては西ゴート王国が、ウォルマティア（ヴォルムス）の周囲にはブルグント王国が形成された。また、ガリア北西部にはサクソン人が移住したほか、ケルト系のブルトン人がブルターニュ半島に移住を進めつつあった。

### メロヴィング朝

#### メロヴィング朝の成立
サリー・フランク人たちはローマ文化から多大な影響を受けていた。そのことは1653年にトゥルネーで発見されたキルデリク1世（キルデリクス）王の墓の副葬品によって確かめられている。ランス司教のレミギウスの書簡によれば、キルデリク1世は第2ベルギカ属州を統治し、司教や諸都市に指示を与えていたとされる。この時期のサリー・フランク人は、西ローマ皇帝マヨリアヌスによりガリア軍司令官に任命されていたアエギディウスと密接な関係を築いた。
ガリアで最大の勢力を築いていた西ゴート族とアエギディウスが戦ったとき、キルデリク1世はアエギディウスの同盟軍として戦った。このキルデリク1世がメロヴィング朝の最初の「歴史的な」王である。メロヴィングという名は、キルデリク1世の父親とされるメロヴィク（メロヴィクス）に由来し、「メロヴィクの子孫」という意味である。

481/482年から511年まで、クローヴィス1世時代の領土変遷

キルデリク1世の息子がクローヴィス1世である。クローヴィス1世は466年ごろに生まれ、481年もしくは482年に父キルデリク1世の死を受けて「フランク人の王」の地位を継いだ。クローヴィス1世が王位を継承したとき、北ガリアでは、キルデリク1世の同盟者であったガリア軍司令官・アエギディウスの息子であるシアグリウスが「ローマ人の王」と呼ばれ、カンブレー地方からロワール川までの支配権を抑えていた。クローヴィス1世は父親同士が最後まで崩さなかった友好関係を破棄し、北ガリアの覇権をめぐってシアグリウスと争った。486年にソワソンの戦いでクローヴィス1世がシアグリウスを打ち破り、ロワール川流域までフランク族の支配が広がった。その後、クローヴィス1世は周辺諸部族との戦いに次々と勝利を収めていく。491年にライン地方でテューリンゲン族を撃破して服属させ、496年にスイス地方でアレマン人に勝利した。トゥールのグレゴリウスの伝えるところによれば、この間にブルグント王・グンドバトの姪、クロティルダと結婚した。彼女はカトリック教徒であり、その教化と対アレマン戦での奇跡的な勝機の出現に啓示を得たクローヴィス1世は、従士3,000人とともにランス大司教のレミギウスによってカトリックの洗礼を受けたとされる。
クローヴィス1世はさらに507年、ライン・フランク人とブルグント族の支援を受け、ヴイエの戦いでガリア最大の勢力であった西ゴート王国に勝利をおさめ、その王アラリック2世を戦死させた。西ゴートを支援する東ゴート王国の介入のために地中海へ到達することは叶わなかったものの、これによりガリア南部（ガリア・アクィタニア）から西ゴートの勢力を駆逐し、イベリア半島へと追いやった。クローヴィス1世の勢力の急激な拡張は、フランク族のほかの王たちとの間に軋轢を生んだ。この段階においても、クローヴィス1世はフランク族の唯一の王であったわけではなかった。クローヴィス1世以外のフランク族の王についての情報は乏しいが、カンブレーを中心とするラグナカール、支配地域不明のカラリク、ケルンを中心とするシギベルト跛王などのフランク王の名が伝えられている。西ゴートをガリアから駆逐したあと、クローヴィス1世は策略によってこれらの王国を奪い取り、ついに唯一のフランク人の王となった。その時期は508年以降であると考えられている。このため、のちにクローヴィス1世は「フランク王国の初代の王」と記録されている。
また、西ゴート戦からの凱旋のあと、東ローマ皇帝アナスタシウス1世から西ローマの執政官職（コンスル）への任命状が届けられた。この称号はもはや単なる名誉職に過ぎなかったが、クローヴィス1世の王国が東ローマ皇帝（この時点では唯一のローマ皇帝である）から正式に承認され、フランク王国によるガリア支配がローマの名の下に正当なものであることを意味した。クローヴィス1世はコンスルを自身の正式な称号に付け加えることはなかったが、この事実はガリアに多数住むローマ系住民に強くアピールするものであった。彼は特にローマ系住民の多いガリア南部の支配を確実なものにするためにこの称号を利用したように思われる。

#### 分王国

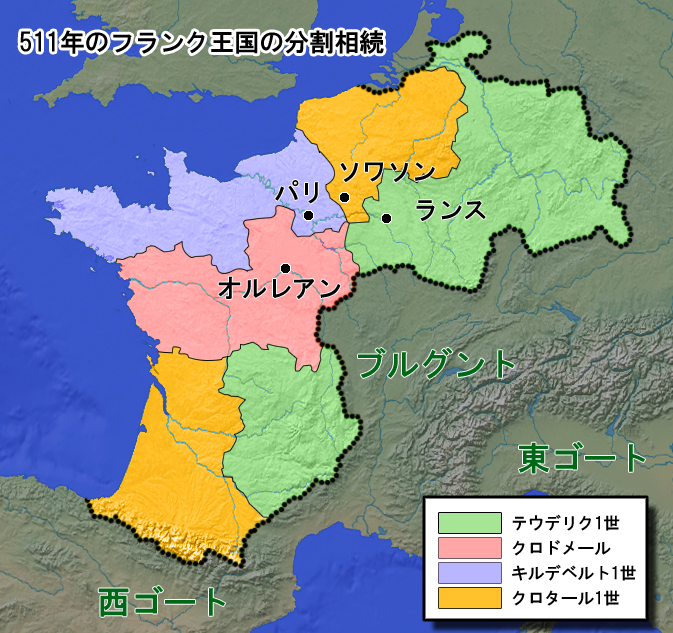
クローヴィス1世死亡時の分割相続（511年）

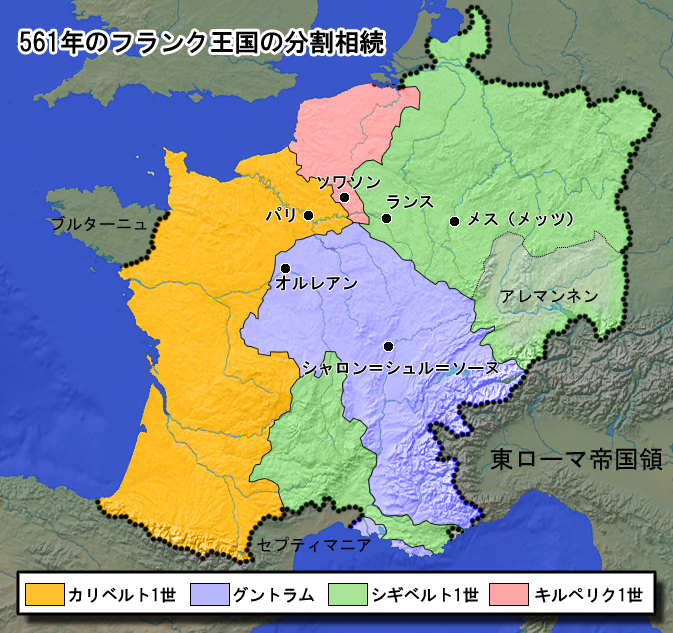
クロタール1世死亡時の分割相続（561年）

クローヴィス1世は511年、パリにあるシテ島の宮廷で歿した。フランク族では分割相続の習慣があった。そのため、クローヴィス1世の死後、その王国はテウデリク1世（ランス）、クロドメール（オルレアン）、キルデベルト1世（パリ）、クロタール1世（ソワソン）の4人によって分割された。クローヴィス1世の息子たちはフランク王国の領土をさらに拡大し、フランクは旧西ローマ帝国領内に成立したゲルマン諸国家の覇者となった。テウデリク1世とクロタール1世はサクソン人（ザクセン人）の支援を得てエルベ川からマイン川に至る地域に勢力を持っていたテューリンゲン人の王国を滅ぼし、サクソン人との間で分割した。キルデベルト1世は533年にピレネー山脈に到達し、537年にはプロヴァンスを征服した。彼らは524年、534年と2度にわたる遠征によってブルグント王国を滅ぼし、支配下に置いた。そしてアレマンネンとバイエルンへも勢力拡張が行われたが、ランゴバルド族に阻まれてイタリアへの勢力拡張はならなかった。
クローヴィス1世の息子たちの王国をその死後に相続する可能性があった相続人は排除された。524年にクロドメールが死亡すると、彼の息子たちは暴力によって除かれ、その遺領はキルデベルト1世とクロタール1世によって分割された。テウデリク1世は534年に歿し、その領土は息子のテウデベルト1世に継承された。そのテウデベルト1世も555年に死亡し、キルデベルト1世も558年に死亡すると、クローヴィス1世の息子の中で唯一人生き残っていたクロタール1世が全フランクの王となり王国は再統一された。しかし、クロタール1世はサクソン人やテューリンゲン人の蜂起や、息子であるフラムの反乱に忙殺され、それ以上の勢力拡大はできなかった。
彼が561年に死亡すると、フランク王国は当然のこととしてクロタール1世の息子たちによって再び分割された。長兄のシギベルト1世はランスの王国を継承した。この分王国の首都はやがてランスからメスへと移動し、分王国はアウストラシア（東王国）と呼ばれるようになった。次男のグントラムはオルレアンの王国を継承した。
この王国には旧ブルグント王国領が含まれ、その統治に便利なシャロン＝シュル＝ソーヌへ首都が移された。第三子カリベルト1世はパリの王国を、末子キルペリク1世はフランク族の故地を含むベルギー地方を継承した。567年には早くもカリベルトが死亡したため、パリの王国は残る3人によって分割され、その首都パリは一種の中立都市となった。これによってキルペリク1世の王国は大西洋沿岸全域を含むようになり、ネウストリア（西王国）と呼ばれるようになった。また、グントラムの分王国はブルグンディアと呼ばれるようになった。575年、ネウストリア王キルペリク1世の妻フレデグンドが刺客を放ちアウストラシア王シギベルト1世を暗殺すると、シギベルト1世の息子、キルデベルト2世とその母ブルンヒルドがアウストラシア王位を継承し、三勢力の間で同盟と離反を繰り返す激しい権力闘争が始まった。この争いの中で、フランク王国を構成する3つの分王国の枠組みが形成されていき、旧ローマ世界の枠組みは徐々に喪失していった。

#### 王家の争い
版図という意味ではクロタール1世の死亡時がメロヴィング朝で最大の時期であり、以後これを上回る支配地を持つことはなかった。アウストラシア王シギベルト1世は、西ゴート王国の王女ブルンヒルドと結婚した。この繋がりに脅威を感じたキルペリク1世は元の妻を退け、自らも西ゴートの王女でブルンヒルドの姉妹であるガルスヴィンタと結婚した。しかし、キルペリク1世の愛妾フレデグンドはガルスヴィンタを殺害し、自らが王妃の地位に上ったと伝えられている。このため、おそらくブルンヒルドの強い意向のもと、シギベルト1世はキルペリク1世と対立するようになった。これに対してネウストリア王妃となったフレデグンドとキルペリク1世はシギベルト1世の暗殺という対応で応えた。

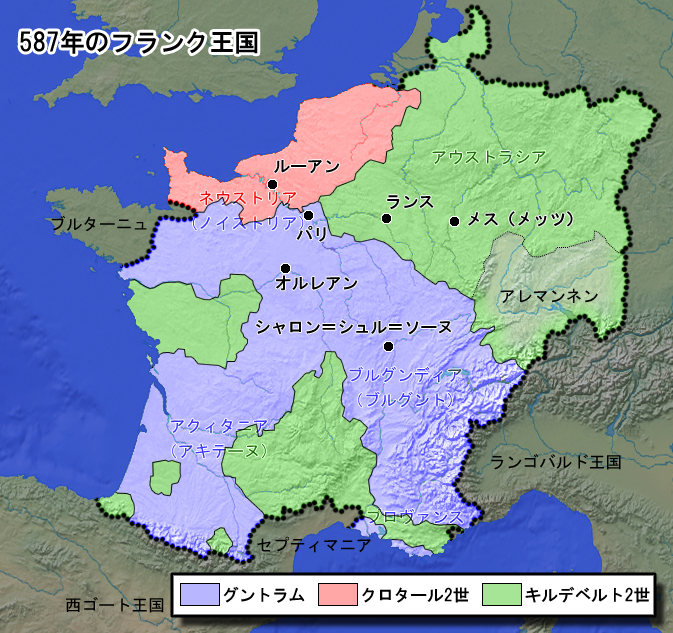
アンドロ条約後の所領（587年）クロタール2世は613年までにこの全域を手中にした

ブルンヒルドとシギベルト1世の廷臣たちは、残された幼い王子キルデベルト2世をアウストラシア王に選出したが、外国出身の王妃の立場は不安定であった。彼女はやむなくブルグンディア分王国の王グントラムに支援を求めた。息子がいなかったグントラムは要請に応じ、キルデベルト2世を養子とした。さらに、584年にはキルペリク1世も暗殺された。彼もまた、幼い王子クロタール2世を遺したのみであり、フレデグンドもまたグントラムに後見を求め、クロタール2世はグントラムの庇護下に入った。この結果、2人の甥を後見することとなったブルグンディア王グントラムは、587年に仲介者としてアンドロ条約を締結させた。この条約によって不透明であった領土上の問題が解決された。また、争いの発端となった王妃ガルスヴィンタ殺害事件のあとに残された彼女の持参財を、姉妹であるブルンヒルドが相続することも定められた。また、グントラムの後継者は養子となったキルデベルト2世であることも決定された。
南ガリアでは、クロタール1世の遺児を自称するグンドワルドゥスが王位を主張して勢力を拡大した。コンスタンティノープルからやってきた彼は、東ローマ帝国の支配をこの地に及ぼすための使者ではないかという見方が広まり、そのことがボルドー司教ベルトラムヌスをはじめとした多数の有力者が彼の陣営に馳せ参じる原因となった。結局、この僭称者はグントラムが派遣した軍隊によってサン＝ベルトラン＝ド＝コマンジュで討たれた。
592年にグントラムが死亡すると、キルデベルト2世がアウストラシアとブルグンディアを相続し、フランク王国の大部分を支配することとなった。一方、クロタール2世はネウストリアを継承した。ところが、早くも596年にキルデベルト2世が死去すると、その息子テウデベルト2世がアウストラシアを、テウデリク2世がブルグンディアを継承した。当初は祖母ブルンヒルドの監督下に置かれたが、兄弟は不和となり、612年にテウデリク2世はテウデベルト2世を攻めてこれを打ち滅ぼした。この兄弟の争いはネウストリア王クロタール2世に漁夫の利を与えた。アウストラシアの廷臣であったアルヌルフとピピンは、テウデリク2世に対抗するためにクロタール2世の支援を求め、これに応じたクロタール2世の攻撃によって、613年にテウデリク2世とその息子たちは殺害された。クロタール2世はその年、老王妃ブルンヒルドも捕らえて処刑した。これによってフランク王国は半世紀ぶりにただ1人の王、クロタール2世の下に統治されることになった。

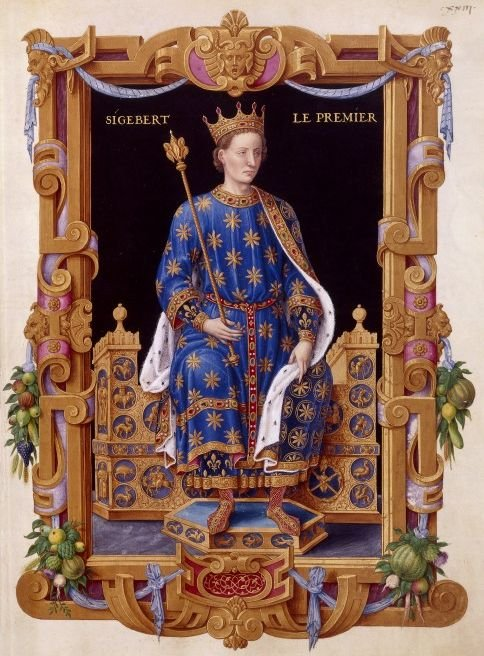
シギベルト1世、16世紀の作品
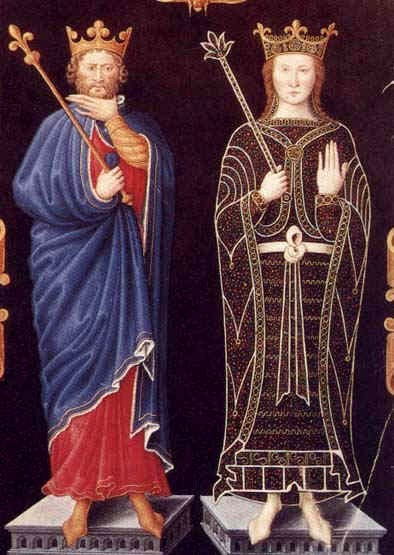
キルペリク1世とフレデグンド
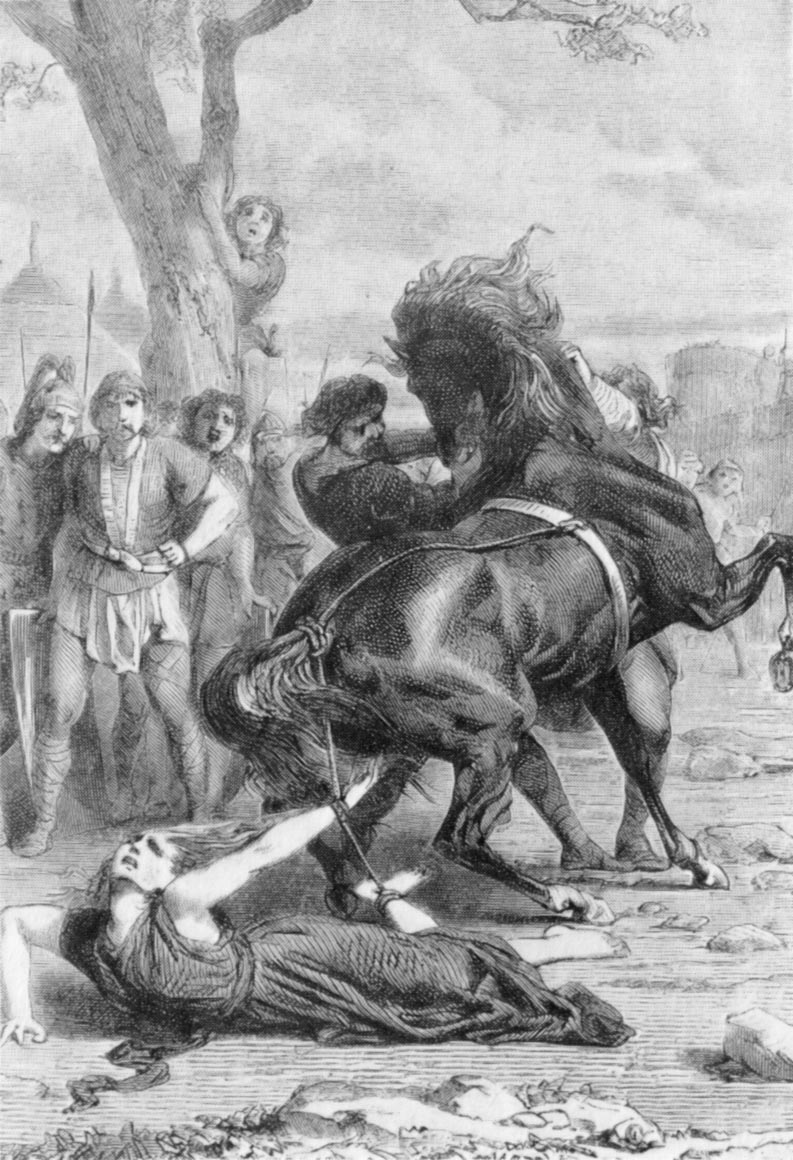
ブルンヒルドの処刑

#### クロタール2世とダゴベルト1世

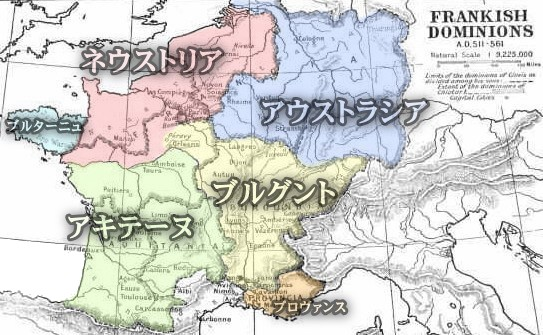
メロヴィング朝フランク王国（600年ごろ）

クロタール2世はただ1人の王となったが、半世紀にもわたる分裂を通じてアウストラシア、ネウストリア、ブルグンディアという枠組みに沿った政治的伝統が確立されており、クロタール2世がネウストリアを軸にして一元的な王国として統合するのは困難であった。614年、秩序を再編するためにパリで3つの王国の司教、有力者を集めた集会が開かれた。クロタール2世の勝利には、アウストラシアやブルグンディアの貴族勢力が重要な役割を果たしており、彼らの意向を無視することは政治的な冒険であった。このため、アウストラシアとブルグンディアの貴族たちがそれぞれの分王国を宮宰によって自律的に統治することを主張したとき、クロタール2世はこれを拒否することはできなかった。貴族たちが国王大権を認める代わりに、王は貴族や教会の特権を承認した。
各分王国の国王の役人は、それぞれの分王国の在地の人間から登用されることが定められ、彼らの不正や横領については自らの財産によって責任を負うことも定められた。この決定は歴史上「パリ勅令」の名で知られている。これはしばしば貴族側の地域的利害に対する王権の屈服を示す証拠として歴史学者から取り扱われるが、少なくてもクロタール2世の時代には王権は貴族層を掣肘する実力を有していたと考えられ、むしろ各分王国（特に勝者であるネウストリア）の貴族が無分別にほかの分王国に勢力を拡張するのを防止する処置として当初は構築されたものとされる。クロタール2世の貴族に対する強力な指導力を示す出来事として、ブルグンディアの宮宰ワルカナリウス2世が626年に死去した際、その息子が地位を継承することを阻止するために即座に介入を行い、門閥の形成を阻止したことがあげられる。この事件のあと、ブルグンディアは地位的特性は維持したものの、政治的にはネウストリアと一体化し、ネウストリア＝ブルグンディア分王国としてその歴史を歩むことになる。

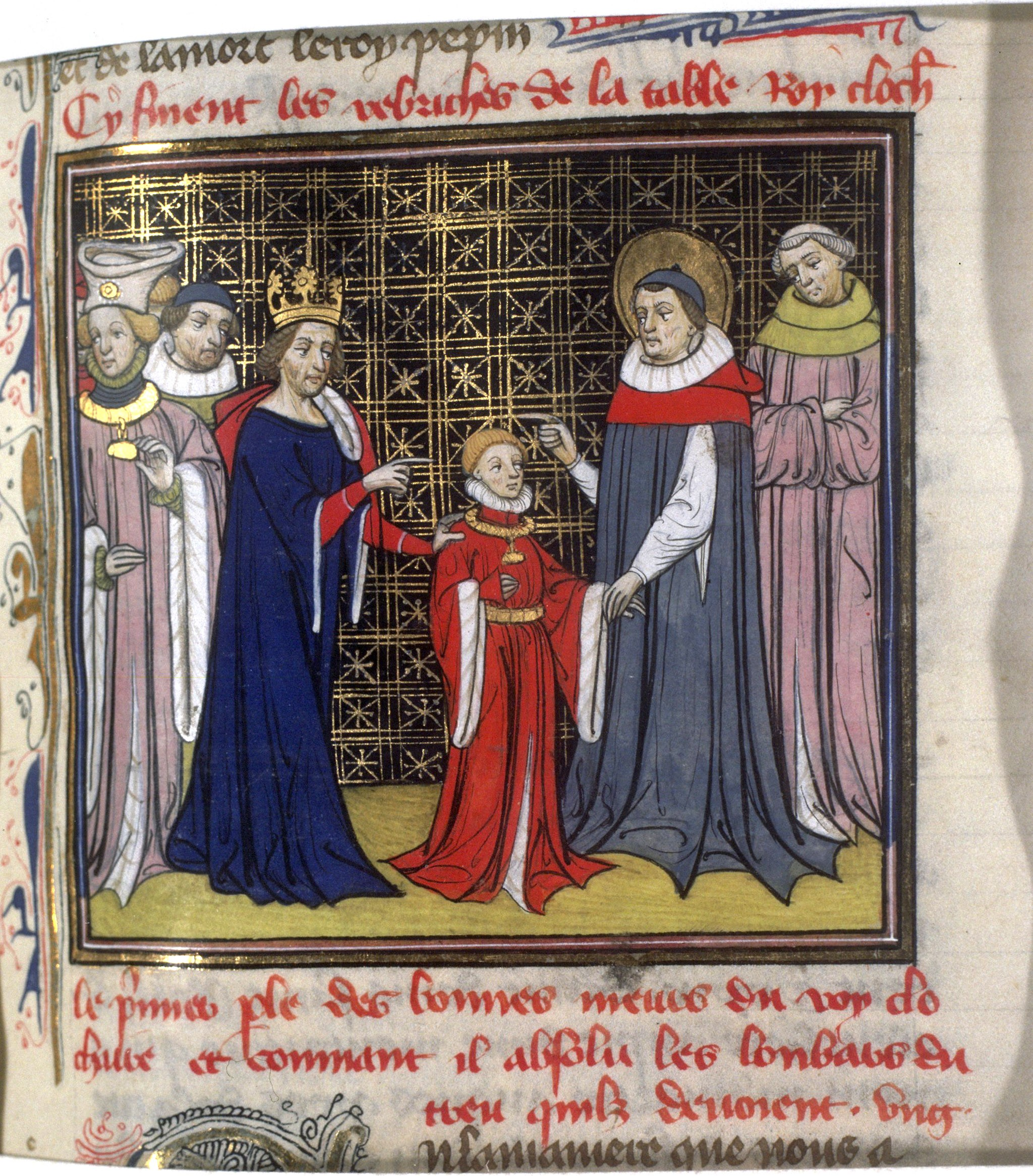
クロタール2世と幼いダゴベルト1世、14世紀もしくは15世紀の作品

しかし、パリを拠点に全王国を統治したクロタール2世は独自の王の擁立を主張するアウストラシア貴族層の要求に折れ、623年に20歳ごろの息子ダゴベルト1世をアウストラシア王として送り出した。アウストラシアの政界で権力を握ったのは宮宰のピピン1世（大ピピン）とメス司教アルヌルフであった。当時のアウストラシアの脅威はバイエルンのクロドアルド（Chrodoald）であったが、ピピン1世とアルヌルフはダゴベルト1世を巧みに操り、バイエルンの脅威を除くことに成功した。しかし、ダゴベルト1世は単なる傀儡で終わる人物ではなかった。629年にクロタール2世が死去すると、ダゴベルト1世はアウストラシア貴族の支持を得てネウストリア＝ブルグンディア分王国をただちに掌握した。そして自身の宮宰であるピピン1世がネウストリアでも勢力を振るうのを避けるため、ネウストリアの宮宰としてアエガという人物を登用し、ブルグントの貴族には自前の軍隊を編成することを承認して慰撫した。
ダゴベルト1世はまたフランク王国の拡大と国境地帯の安定にも意欲を見せた。異母弟のカリベルト2世にトゥールーズを首都とするノヴェンポプラニアを与え、バスク人に対抗させた。カリベルトはバスク人を討ち南の国境を安定させたが程なくして死亡した。また、ブルターニュ地方ではブルトン人の王聖ユディカエルを威圧して服属を約させ、ライン川下流域ではフリース人からユトレヒトとドレスタットの要塞を奪った。フランク人の冒険商人サモがボヘミアに組織したヴェンド人の国家に対する大規模な遠征も631年に行われたが、この遠征はさしたる成果を上げることなく終わった。633年には、ダゴベルト1世の長子シギベルト3世がアウストラシア王として擁立された。
ダゴベルト1世はキリスト教会とも密接な関係を築いた。パリ北部にあるサン＝ドニ修道院（現・サン＝ドニ大聖堂）へ広大な土地と流通税免除特権、および大市での取引税収入を付与する特権賦与状が発行され、この後サン＝ドニ修道院はフランク王国とのちのフランス王国の王室の埋葬修道院として機能するようになった。また、ダゴベルト1世の宮廷で教育を受けた高級官職者たちは、その死後に一斉に宮廷生活を離れて聖界へ身を投じ、司教や修道院長として活躍した。異教の風習が根強く残るネウストリアの沿岸地方で伝道が行われるとともに、教区の組織化や修道院の建設が熱烈に行われた。7世紀の間に北ガリアの田園地帯だけで180あまりの修道院が建設されたが、そのほとんどはダゴベルト1世の宮廷の廷臣たちによって、あるいは彼らの影響下において建設された。

#### 宮宰の政治

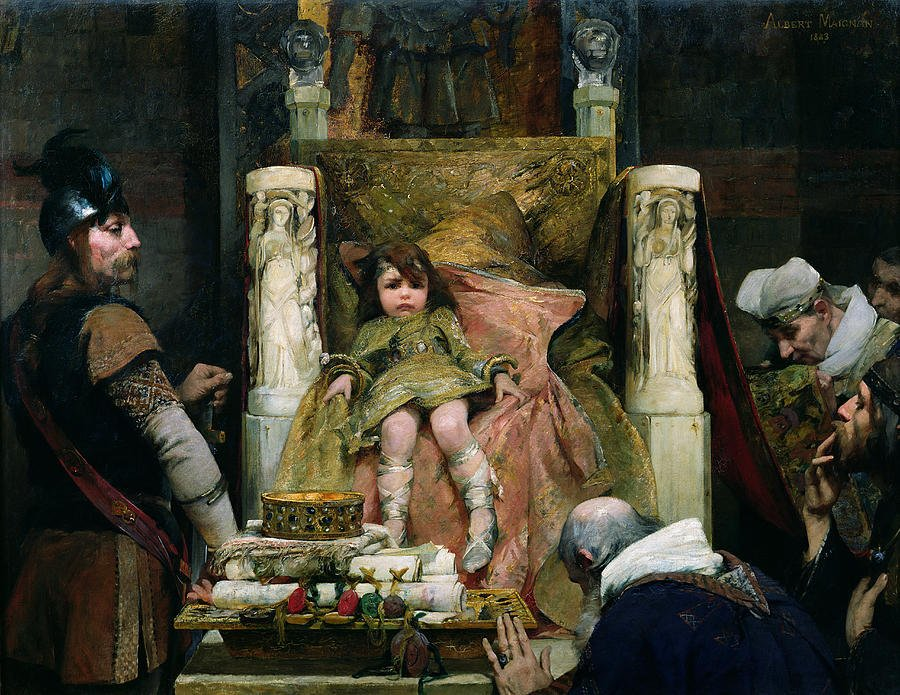
クローヴィス2世への貢物、アルベール・メニャン作、1883年。

639年にダゴベルト1世が病没したとき、その息子クローヴィス2世はまだ5歳であった。アウストラシアではダゴベルト1世の生前からシギベルト3世が王として君臨していたのに対し、ネウストリア＝ブルグンディア分王国ではダゴベルト1世の未亡人ナンティルドと宮宰アエガが実権を握った。アエガの死後にはネウストリア北西地方の有力家門出身のエルキアノルドが宮宰職を引き継ぎ、権勢を振るった。エルキアノルドはダゴベルト1世の母ベルテトルドの縁戚であり、自分の娘をイングランドのケント王に嫁がせるとともに、自分が所有するアングロ・サクソン人の家内奴隷バルティルドをクローヴィス2世の王妃とした。これによってエルキアノルドは終始ネウストリアの宮廷で強力な発言権を維持することができた。エルキアノルドの周囲を取り巻く状況が強く英仏海峡地帯の色彩を帯びていることは、この時代に海峡地方の商業的、政治的結びつきが深化していたことを示すと考えられている。
クローヴィス2世も657年に死去すると次の王クロタール3世も幼くして即位し、寡婦となったバルティルドが摂政となった。かつての主人であったエルキアノルドも658年に死去すると、彼女は中央集権的な体制を構築しようと目論見、また修道院への強い共感から、修道院を司教権力から免属させることを試みた。このバルティルドの政策により、ブルグントの自立を画策していた幾人かの司教が殺害されるとともに、修道院は司教の監督下から自由となり資産管理を独自に行うことができるようになった。このことは、のちの大規模領主としての修道院誕生の制度的起源となった。バルティルドはさらに、中央集権の進展を期待してネウストリア宮廷の行政部出身のエブロインを宮宰に任命した。しかし、クロタール3世が成長して親政を始めるとバルティルドと対立するようになり、結局エブロインによってバルティルドは修道院に押し込められ終生をそこで過ごすことになった。このエブロインは非貴族層の出身でありネウストリアの貴族層とたびたび対立した。エブロインは中央集権を目指すバルティルドの政策は引き継ぎ、国王権力を強化するとともに分離主義的なブルグンディアの動きに対抗した。クロタール3世が672年に死去すると、ネウストリア貴族と協議することなくもっとも若い王子であるテウデリク3世を王位につけることを画策した。これにはオータン司教レウデガリウスを中心に激しい反対の声が上がり、エブロインはとらえられてリュクスイユ修道院に幽閉されることとなった。しかし隙を見て脱出したエブロインは政権を取り戻し、レウデガリウスを斥けてテウデリク3世とともに再びネウストリアの支配権を握った。

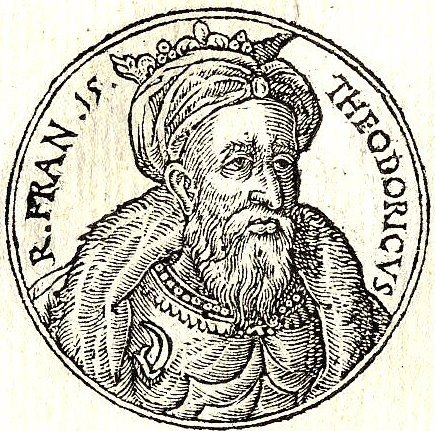
テウデリク3世

一方のアウストラシアでは前述のシギベルト3世が王位にあったが、政治の実権は対立党派を退けて宮宰となったグリモアルド1世が掌握していた。彼はピピン1世の息子である。グリモアルド1世は絶大な権力を振るい、王に嫡子がいなかったことを利用して自分と同名の息子グリモアルドをシギベルト3世の養子とし、キルデベルト（養子王）と改名させた。しかし、まもなくシギベルト3世に息子ダゴベルト2世が誕生したため、656年にシギベルト3世が死去すると当然のごとく王位継承に問題が発生した。グリモアルドはダゴベルト2世をアイルランドの修道院に追放し、自らの息子キルデベルトを王位につけることに成功した。しかし、この王位の簒奪を批判したネウストリア王クロタール3世がアウストラシアを急襲し、662年にグリモアルド1世はとらえられ殺害された。こうしてアウストラシア王位にはクロタール3世の兄弟キルデリク2世が据えられたが、彼もまた675年にネウストリア貴族の一派によって暗殺された。次いでアイルランドの修道院からダゴベルト2世が呼び戻されアウストラシア王となったが、彼も679年に暗殺の憂き目にあった。ダゴベルト2世暗殺の実行者とされるヨハネスはネウストリアの宮宰エブロインの手のものであったとされており、このような暗殺劇はエブロインがネウストリアを中心としたフランク王国の完全な統合を目指していたことを示すと考えられる。
この一連の混乱によって、ネウストリア＝ブルグンディア王のテウデリク3世が存命している唯一のメロヴィング家の王となった。さらにエブロインはテウデリク3世への服属を要求してアウストラシアへ軍を進め、680年、アウストラシアで権力を手中にしていたピピン2世（中ピピン）とマルティヌスの軍を撃破した。しかし間もなくエブロインも彼に恨みを持つネウストリアの貴族エルメンフレドゥス（Ermenfredus）によって暗殺された。

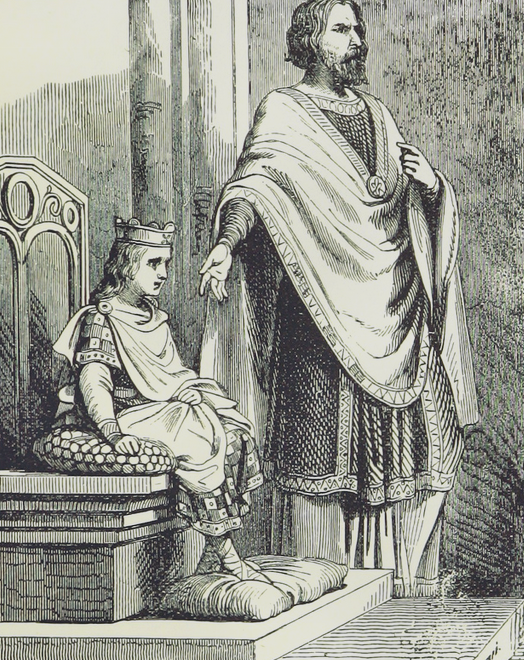
クローヴィス4世とピピン2世

エブロインの死後、ネウストリアの宮宰になったのがワラトーである。ワラトーは就任後すぐにピピン2世と和平を結んだが、これに反対するワラトーの息子ギスルマールは父を追放し、ピピン2世との戦いを再開した。ギスルマールはこの戦いの中で戦死し、再びワラトーが宮宰職に返り咲いた。ワラトーの死後、その妻であるアンスフレディスが長老として大きな発言権を保持するようになった。アンスフレディスの意向により彼女の娘婿のベルカリウスがネウストリアの宮宰となった。アウストラシアにおいてピピン一門が宮宰職を事実上世襲したように、ネウストリアにおいてもこの職は門閥的支配の道具となっていた。この状況はネウストリア貴族の間に強い不満を醸成させた。その代表がランス司教レオルスであり、彼の扇動によりピピン2世は大量の従士軍を動員してネウストリアに進軍した。テルトリーの戦いでピピン2世率いるアウストラシア軍が勝利した後、ピピン2世は唯一のフランク王として君臨していたテウデリク3世を手中に収め、王国のただ1人の宮宰となった。

#### カロリング家の台頭

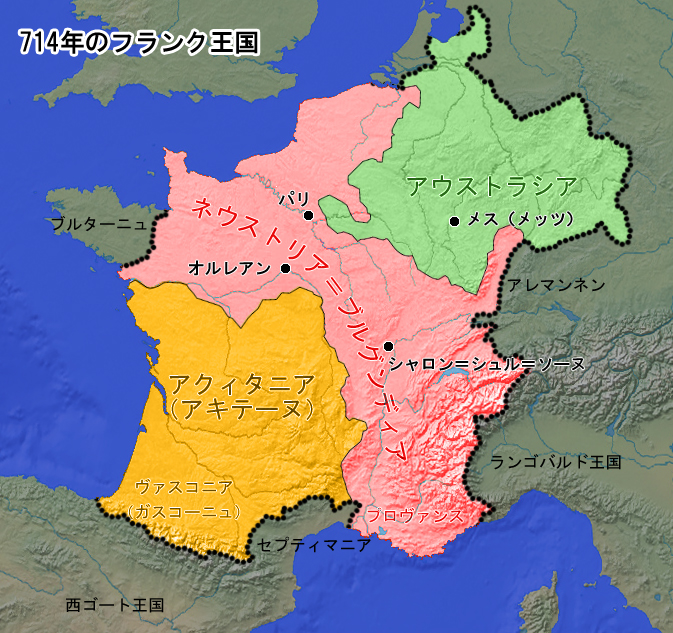
714年、ピピン2世が死去した時点のフランク諸王国。

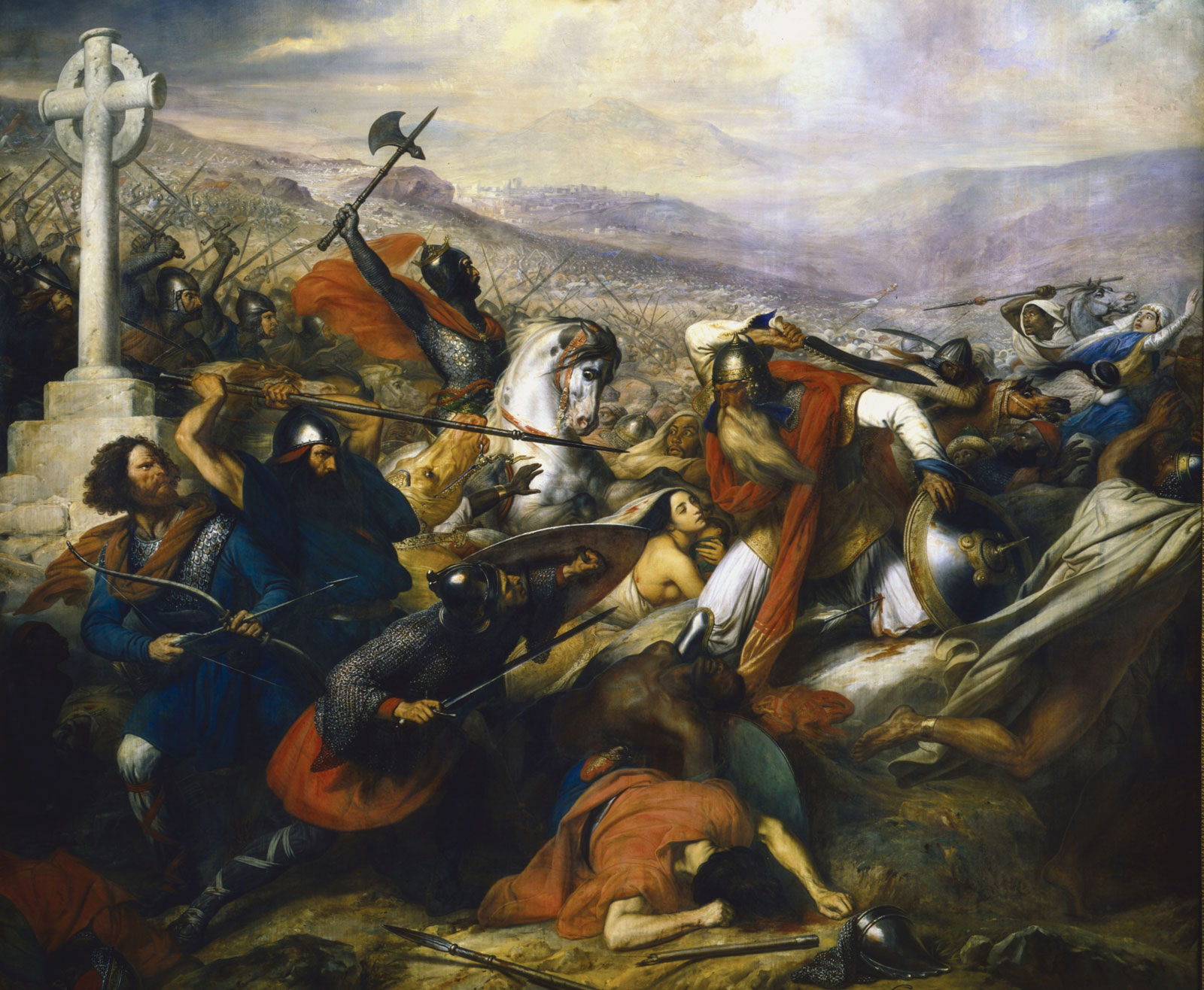
トゥール・ポワティエ間の戦い、1837年作、ヴェルサイユ宮殿所蔵。

ピピン2世が714年に歿したとき、その妻プレクトルードの間にはドロゴとグリモアルド2世という2人の息子がいたが、すでに死没していた。また内縁関係にあったアルパイダとの間に息子カール（カール・マルテル）が生まれた。実権を握ったプレクトルードは、グリモアルドの子で自身の孫にあたるテウドアルドを後継者に選び、カールを幽閉した。しかしこの人事にネウストリア貴族たちは従わず、同じネウストリア人であるラガンフリドを自分たちの宮宰に選出した。ラガンフリドは、プレクトルードが派遣したアウストラシア軍を撃破し、キルデリク2世の息子ダニエルを修道院から引っ張り出してキルペリク2世としてネウストリア王に擁立した。
この敗北によってアウストラシアが混乱に陥ると、その隙をついてカールが脱出しアウストラシア軍の敗残兵を糾合してネウストリア軍への対応を引き継いだ。716年、カールはマルメディの戦いでネウストリア軍を撃破し、翌年にはヴァンシーの戦いでも勝利した。さらに719年、バスク人などと手を結んだラガンフリドに対しサンリスとソワソンの間でカールが勝利をおさめた。カールはその後ライン地方を掌握し、732年にはイベリア半島から北上してきたアブドゥル・ラフマーン・アル・ガーフィキー率いるイスラーム軍をトゥール・ポワティエ間の戦いで撃破して以後のイスラーム勢力のヨーロッパでの拡張を抑えることに成功した。
カールは735年以降にはほとんど毎年のようにガリア南部のミディ地方やプロヴァンス地方に遠征を行った。この遠征による破壊と惨禍はイスラームによるそれをはるかに凌駕するものであり、いまだ古代的な名残を留めていた南部社会の転換期を画するほどのものであった。このことから彼の行動は神が振り下ろした鉄槌（マルテル）とされるようになり、彼は「カール・マルテル」の名で後世に知られることになった。737年には当時フランク王の座にあったテウデリク4世が死去したが、その後王位は空位のまま放置された。もはや実質的なフランク王国の支配者がメロヴィング家の王ではないことは誰の目にも明らかであった。
739年には、ランゴバルド族の侵攻に窮したローマ教皇グレゴリウス3世がカール・マルテルに救援を求めてきた。カール・マルテルはランゴバルド王リウトプランドと同盟を結んでいたため、このときの救援は行われなかったが、ビザンツ帝国（東ローマ帝国）の実質的な保護を喪失しつつあったローマ教皇庁はこのころからフランク王国の庇護を求め始める。

### カロリング朝

#### カロリング朝の成立
フランク王国の事実上の支配者として内外から認識される存在となっていたカール・マルテルは741年に死去した。この時点でカール・マルテルには正妻クロドトルードとの間にカールマンとピピン3世（小ピピン）、内縁関係にあったバイエルン王女スワナヒルドとの間にグリフォという息子がいた。死の直前、カール・マルテルはフランク的伝統に則り、王国を三分割してそれぞれの息子に分与しようとしたが、クロドトルードの2人の息子、カールマンとピピン3世は共謀してグリフォを捕らえ、ヌフシャトー（ルクセンブルク）に幽閉してグリフォの相続分を2人で分割した。結果、カールマンの支配地はルーアン、セーヌ川、パリ、ソワソンを結ぶ線の西側全域となり、ピピン3世の持ち分はアウストラシアとなった。彼らは協力して空位となっていたフランク王位にキルペリク2世の息子キルデリク3世を擁立し、自分たちの支配権の正統性を根拠づけた。

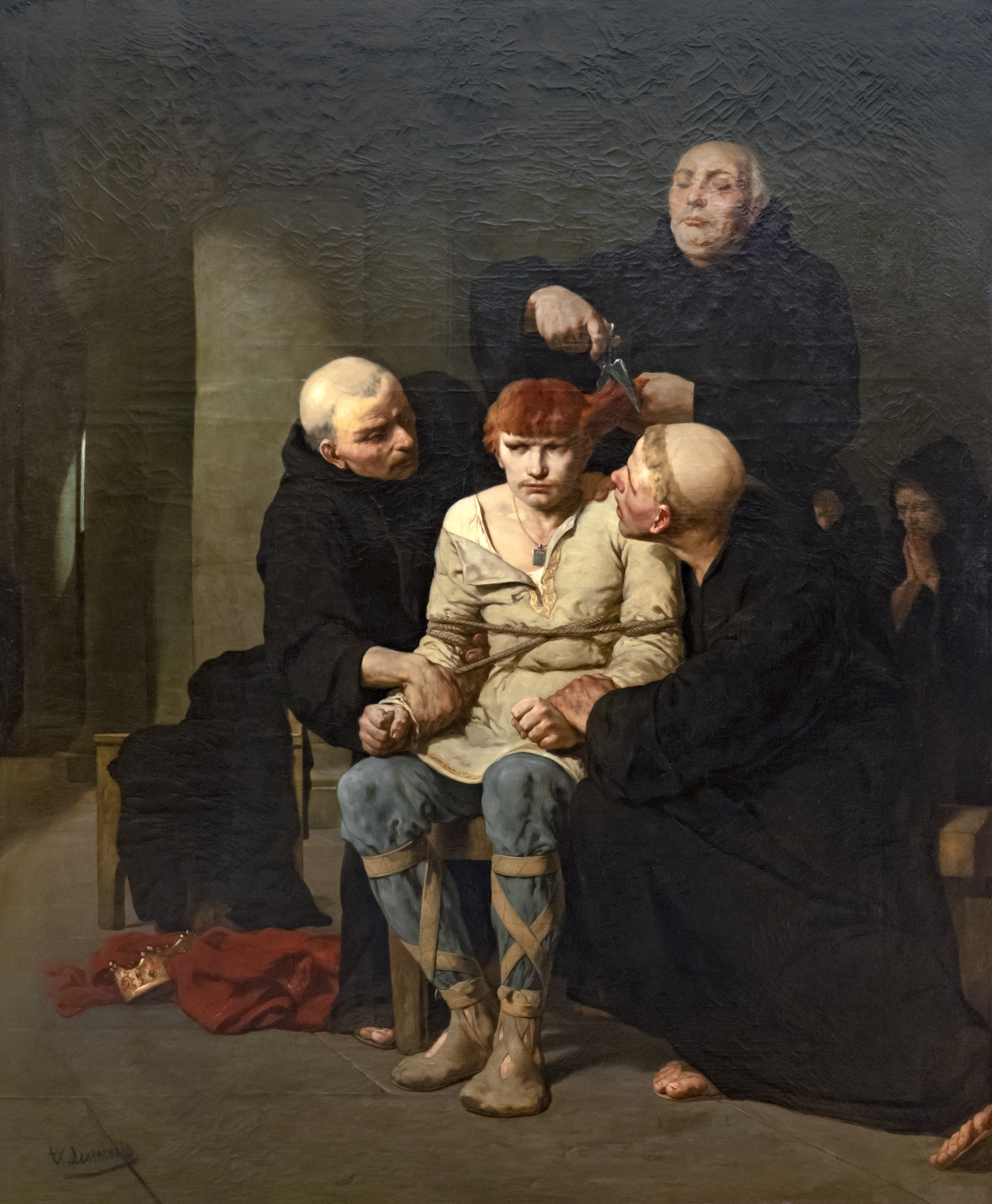
キルデリク3世の剃髪。

747年、突如カールマンが俗世を放棄してイタリアのモンテ・カッシーノ修道院に隠棲するという事件が発生した。また、恩赦によって釈放されたグリフォは結局ザクセンとバイエルンの協力を得て反乱を起こした。この反乱は747年のザクセン遠征と、翌748年のバイエルン遠征によって鎮圧された。この結果、事実上フランク王国の単独の支配者（宮宰）となったピピン3世はメロヴィング家の王を廃して自ら王位に就くことを画策するようになった。ネウストリア貴族などの強い抵抗が予想されたため、ピピン3世はローマ・カトリック教会の権威を求め、教皇ザカリアスに協力が要請された。ローマ教会側でも政治的庇護者を必要としていたことから、この内諾が得られると、751年にソワソンで「フランク人」が招集されその場でフランク王に推戴され、また神によって王に選ばれたことを示す塗油の儀式が教皇特使ボニファティウスによって行われた。この国王塗油の儀式はまた、カロリング家がメロヴィング家の「神聖な」血統に基づく権威に勝る新たな権威を教会に求めたことを意味した。このため、ピピン3世の祝聖は西ヨーロッパにおけるキリスト教的王権観の発展にとって画期的意義を持つものとなった。メロヴィング家の最後の王、キルデリク3世は剃髪の上でサン＝ベルタン修道院に、その息子テウデリクがサン＝ヴァンドリーユ修道院に、それぞれ幽閉され二度と歴史の舞台に立つことはなかった。こうしてカロリング（カール・マルテルの子孫）の王朝が成立した。

#### ピピンの寄進

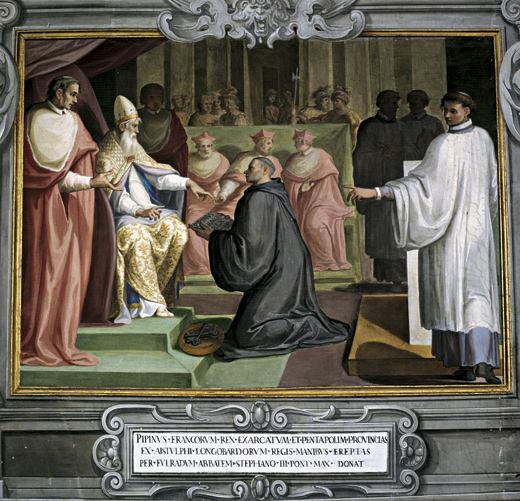
ピピンの寄進

ピピン3世の即位を通じて神と人の仲保者キリストの代理人としての国王、教会の保護者としての国王の職務が強調されるようになった。ピピン3世は教会会議を開催し、教会に土地を付与して保護し、司教を教区の最高の長とし、大司教区を設置した。754年、教皇ステファヌス2世はさらなるランゴバルド王国からの攻撃に対抗するためにビザンツ帝国（東ローマ帝国）の支援を求めたが何ら有効な支援が得られず、代わりにフランク王国へと赴いた。ピピンはローマ・カトリック教会の厚意に報い、教皇とともにイタリア遠征を行ってランゴバルド王国の王アイストゥルフ（アストルフォ）に宗主権を認めさせるとともに、彼がビザンツ帝国から奪ったラヴェンナ総督府とその周囲の都市をローマ教皇へ返還させた。ピピン3世が帰国するとアイストゥルフは再度ローマを攻撃したため、756年に再びフランク軍がランゴバルドを攻撃し、その占領地を奪回した。アイストゥルフは降伏し、ランゴバルド王国はその王領地の3分の1を引き渡し、かつてメロヴィング朝時代に課せられていた貢納が復活されることになり、フランク国王の全権委任者の手を経て占領地をローマ教皇へ「返還」することを余儀なくされた。ピピン3世はこのとき、都市ローマの宗主権と奪還したラヴェンナ総督府領やチェゼーナ、リミニ、ペサロ、サン・マリノ、モンテフェルトロ、ウルビーノなどの都市を教皇に寄進した。これが歴史上「ピピンの寄進」（ピピンの贈与）と呼ばれるものであり、これによってローマ教皇領の基礎が形成されることになった。ビザンツ帝国からの急使がピピン3世を訪れ、ラヴェンナ総督府領は帝国の領土であるという抗議を行ったが、ピピン3世は自身が聖ペトロへの敬愛と自らの罪の赦しのために戦いに従事しているのであり、それによって得られたものは聖ペトロのものとなるべきだと主張して反論した。
また、ピピン3世はイタリアのほかにも国境地帯へ軍を派遣して各地を制圧した。752年からは西ゴート王国滅亡後も西ゴート人が現地で勢力を持っていたセプティマニアの支配に取りかかり、759年には最後に残った都市ナルボンヌの在地西ゴート人勢力に対し、引き続き西ゴート法を適用することを保証してこれを支配下に置いた。これによってフランク王国は初めてガリア全土を支配下に置いた。また、当時名目上フランク王国領ではあったものの事実上独立勢力化していたアキテーヌの大公ワイファリウスを攻撃した。アキテーヌの制圧はてこずり、結局768年にワイファリウスが暗殺されるまで続いた。

#### カール大帝（シャルルマーニュ）

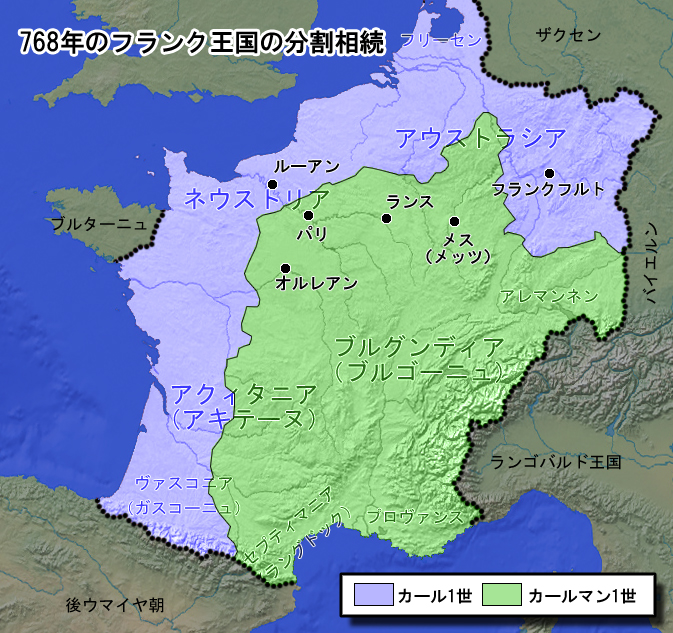
カール1世とカールマン1世によるフランク王国の分割相続（768年）

ピピン3世は768年に歿し、その息子カール1世（シャルル、大帝）とカールマン1世が即位した。カール1世がアウストラシア中枢部、ネウストリア沿岸部、アキテーヌの西半を、カールマン1世はブルゴーニュ（ブルグンディア）、アレマンネン、ラングドック、プロヴァンスを分割して継承した。『フレデガリウス年代記』によれば、この分割相続は、ピピン3世の死の数日前に聖俗の貴族との相談で決まったという。しかし両者の不仲はすぐに深まり、すでに翌769年には対立は決定的なものとなっていた。さらにカール1世の長子ピピンが先天性障害を持って生まれ王位継承資格に不安が広がった一方、カールマン1世は770年に生まれた自分の長子に同じピピンの名を与えた。カール1世と同じように息子に祖父ピピンの名を与えた行為は、カールマン1世が自身の息子の方が真の王位継承者であると宣言するに等しい行為であった。最終的に、カール1世の分王国がカールマン1世の分王国に併合される可能性が生じたことでカール1世の威信は傷つき、政治的に劣位に立たされた。この事態に両者の母ベルトラーダが和解を目指して奔走し、双方の勢力バランスを取るべくカール1世とランゴバルドの王女との縁談を進め成立させた。この縁談の話が漏れると、カールマン1世はローマ教皇（ローマ教会はランゴバルドとフランクの分王国の王の間に同盟関係が構築されるのを脅威と考えた）との同盟を志向したが、ベルトラーダは強い政治力を発揮しローマ教皇がカールマン1世と結びつくのを阻止した
この結果、771年春にはローマ教皇座の反ランゴバルド勢力が決定を不服として蜂起したが、ランゴバルド王はローマに向かって進軍して圧力をかけた。結局反乱は鎮圧されたが、カールマン1世は問題を解決するためにランゴバルド王国とローマを支配下に置くべく出兵を計画した。全面的な戦争は時間の問題であったが、771年12月4日、カールマン1世が急死したことで両者の対立は解決され、カール1世が単独の王として君臨することとなった。カールマン1世の王妃ゲルベルガと息子たちはわずかな数の家臣とともにランゴバルド王国へ亡命した。
カール1世はその統治期間のほとんどを戦争に明け暮れて過ごした。まず単独の王となる前の769年に、暗殺されたアキテーヌの大公ワイファリウスの息子フノルドゥス2世が再び反乱を起こしたため、これを鎮圧した。773年から774年にかけて、故カールマン1世の妻ゲルベルガと子どもを保護していたランゴバルド王国を追討するためイタリアに遠征が行われた。そして首都パヴィアを陥落させてランゴバルド王国を制圧し、ローマ市に入場した。カール1世は自ら「ランゴバルド人の王」となり、かつて父ピピン3世がローマ教皇と交わした約束を更新したが、その履行には関心を払わずローマ教皇ハドリアヌス1世はカールに対して不信の念を募らせた。776年にはパンノニアのフリアウル、778年にはピレネー山脈を越えてイベリア半島への遠征が行われ、イタリア北部に侵入したアヴァール人とも戦闘が行われた。776年にはまた、ランゴバルド人の反乱を抑えるため再びイタリア遠征が実施された。781年にもローマへの遠征が行われ、さらに787年にはバイエルン大公タシロ3世を降し、カプアも制圧した。791年と796年にはアヴァール人の根拠地を攻撃し、アヴァールのハーンの宮殿を略奪して膨大な戦利品を獲得した。 また、即位以来30年あまり続けられていたザクセン人の征服も、804年についに成し遂げられた。
こうしてフランク王国の領土をかつてない規模で拡大する一方で、カール1世はローマ教皇庁に対しても教義の面でも権威の面でも自らの方が上位者であることを知らしめた。カール1世は、787年の第2回ニカイア公会議において、ローマとコンスタンティノープルがともに聖像破壊論争（イコノクラスム）を解決しようとしたあと、信仰の問題についても教皇に譲るつもりがないことを示すため、この成果を無に帰す意図をもって794年にフランクフルトで教会会議を開催した（フランクフルト教会会議）。この会議において教皇使節は発言を撤回せざるを得ず、カール1世が教皇ハドリアヌス1世を廃位してフランク人高位聖職者に挿げ替えるつもりであるという噂まで流れた。795年にハドリアヌス1世が死去したあと、ローマ教皇庁はフランク王国に従順であると考えられたレオ3世を新たな教皇に選んだ。彼はその在位を通してフランクからの支援に依存することになった。

#### 皇帝戴冠

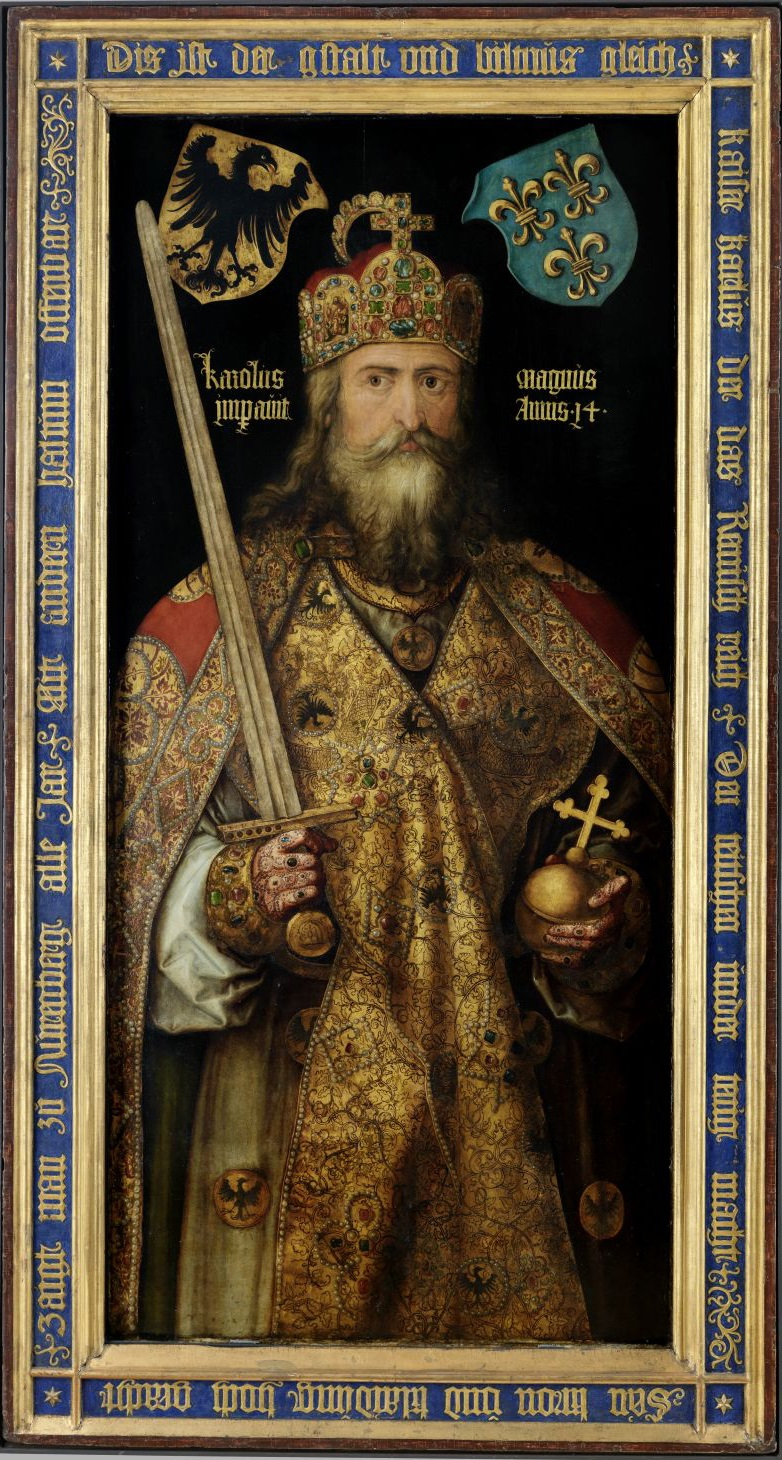
16世紀に描かれたカール大帝の肖像（アルブレヒト・デューラー作）

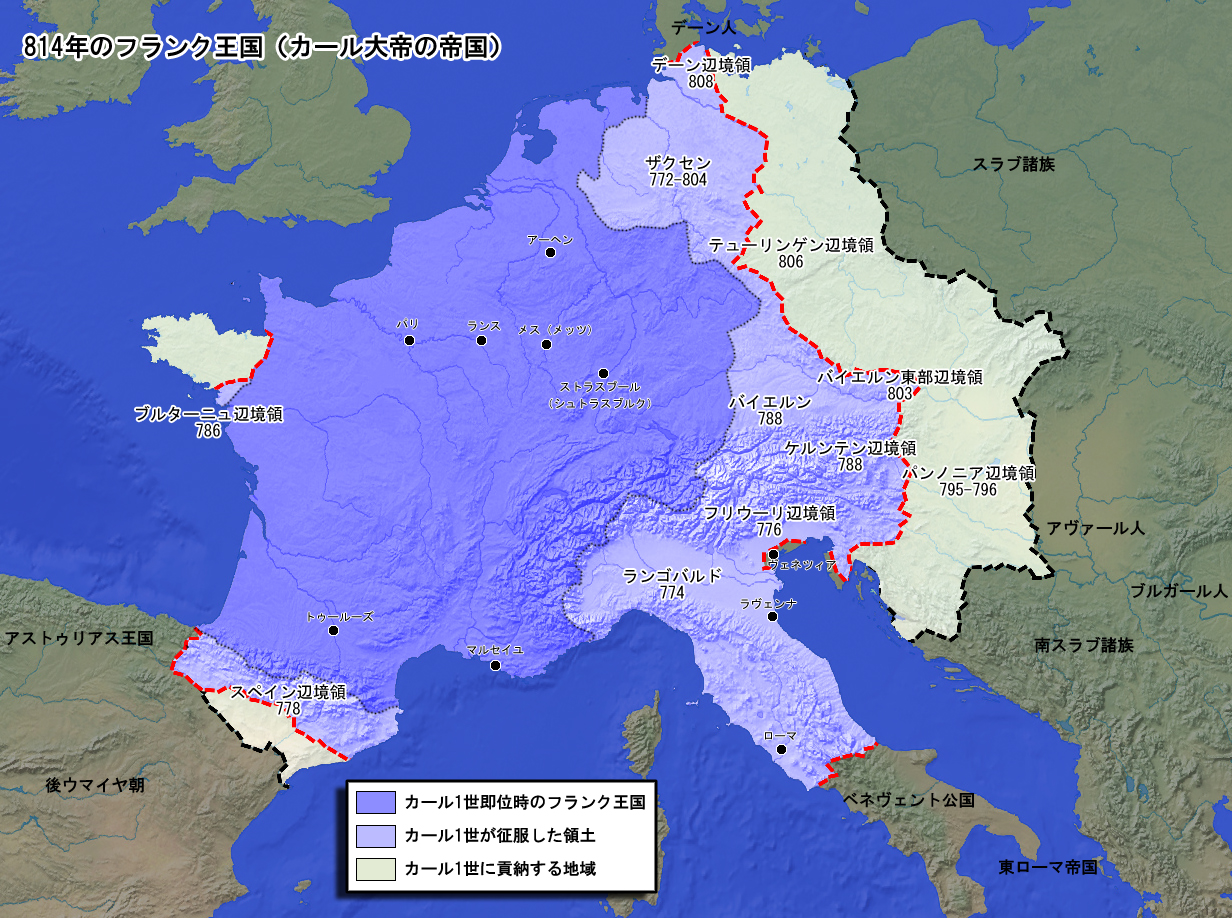
カール1世死亡時のカロリング朝の版図

教皇レオ3世により、800年のクリスマスの日、ローマのサン・ピエトロ寺院（聖ペトロ大聖堂）でカール1世は皇帝に戴冠された。この皇帝戴冠はむしろローマ教皇庁側の主導によって行われたと当時の記録は記すが、その理由については現在でははっきりわからない。この戴冠に際して皇帝号は「いとも清らかなるカルルス・アウグストゥス、神によって戴冠されたる、偉大にして平和を愛する皇帝、ローマ帝国を統べ、かつ神の恩寵によりフランク人とランゴバルド人の王たる者」となり、皇帝権は神によって忖度された制度として捉えられた。それをフランク、ランゴバルドの王が皇帝として保持することとなり、同時にキリスト教世界の支配者として定義付けられた。
カール1世は、西ローマ皇帝戴冠を記念して発行したコインに完全にローマ式の自分の姿を刻ませ、自らの印璽もコンスタンティヌス大帝のそれを模倣したものを用いた。印璽の裏側には「ローマ帝権の革新（renovatio imperii）」と刻ませ、古代ローマの様式を規範とする強い意志を見せている。また、カール1世の治世にはローマの建築や古典ラテン語の再興と、それを基礎とした文学活動の隆盛が見られた。このような文化的潮流はカロリング朝ルネサンスと呼ばれ、中世ヨーロッパ文化に多大な影響を遺した。ビザンツ帝国はカール1世の皇帝位を断固として認めなかったが、806年のヴェネツィアでの武力衝突の後、812年の和平の場で、カール1世が「フランク人の皇帝」であることを承認した。
カール1世の即位のあと、カロリング朝ルネサンスを代表する知識人の一人アルクィンがカールの支配領域を「キリスト教帝国（Imperium Christianum）」と呼んだように、（カロリング朝の）帝国とキリスト教世界が一体視され、皇帝戴冠をもって「西ローマ帝国の復活」と見なす理解が一般化した。カール1世は優れた指導力の下、統治制度を整備し、その治世は後世の諸国家にとって常に回顧すべき模範となった。

#### 帝国の分割

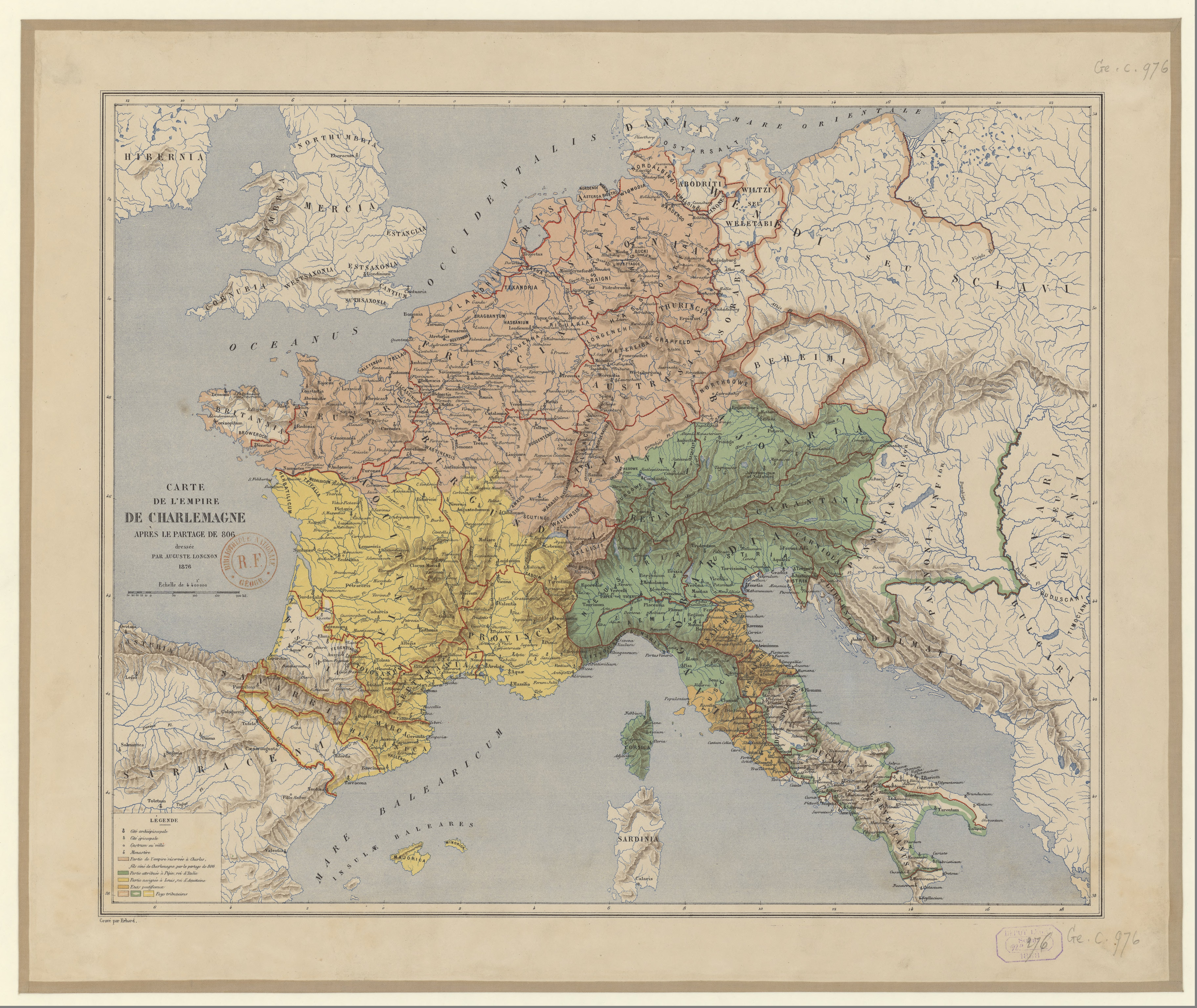
王国分割令により分割されたカロリング帝国、806年時点の地図。

カール1世のカロリング帝国はその領内の諸民族がひとつのキリスト教世界を構成し、宗教や文化において一体であるとする共属意識をもたらしたが、最終的にはカール1世の強烈な個性と政治力によって維持されたのであり、個々人の関係を中心とする属人性を越えた一体的な法規や制度に基づく統治機構を備えるわけではなかった。統治機構においては国家と同一的な存在となった教会組織網が重大な役割を果たしたが、教会組織も聖職者たちの人的結合にいまだその基礎をおいていた。カール1世もまた、フランクの伝統的な分割相続に備え、自分の息子たちを各地に配置した。806年の王国分割令によって、すでにイタリア（ランゴバルド）分王国の王となっていたピピンと、アキテーヌの分国王となっていたルートヴィヒ1世（ルイ）の支配を確認するとともに、長男小カールにはアーヘンの王宮を含むフランキアの相続を保証することとし、それぞれの境界を定めた。これは兄弟間での協力による王国の統一というフランク王国の伝統的原理を踏襲したもので、嫡男としての小カールの優越を保証するものではなかった。
しかし実際には、810年にイタリア王ピピンが、811年に小カールが相次いで歿したため、814年にカール1世が死去した時にはルートヴィヒ1世（ルイ敬虔帝）が唯一の後継者となった。ルートヴィヒ1世の綽名「敬虔な（Pius）」は彼の宗教生活への傾斜から来ている。彼は宮廷から華美を一掃した。評判の悪い姉妹たちを追放し、アーヘンから品行の悪い男女を締め出すことまでしている。また、父カール1世に仕えていた宮廷人に変えて、アキテーヌ時代からの側近を登用した。さらに、アニアーヌ修道院の院長で、厳格な戒律の適用による修道生活の改革運動をしていたアニアーヌのベネディクトを政治顧問とした。
ルートヴィヒ1世は814年に宮廷の木造アーチの一部が崩れ、それに巻き込まれて負傷するという事故が起きたとき、これを自己の生命が近いうちに終わるという不吉な予兆と見て、同年のうちに帝国の相続を定めて布告することを決定した。これによって発せられたのが帝国整序令（帝国分割令）と呼ばれる有名な布告であり、この布告によって長子ロタール1世（ロータル1世）はただちに共治帝となり、次男ピピン1世はアキテーヌ王、末子ルートヴィヒ2世はバイエルンを相続することとなった。ルートヴィヒ1世の死後は、兄弟たちは長男ロタール1世に服属すべきことも定められた。イタリア王ピピンの庶子ベルンハルトはこの決定に不満を持ち、818年に反旗を翻したが鎮圧され、イタリアはロタール1世の直轄地となった。こうして早期に継承に関する取り決めがなされたが、バイエルンの名門ヴェルフェン家の出身でルートヴィヒ1世の王妃の1人であったユーディト・フォン・アルトドルフがシャルル2世（カール2世）を生むと、彼女は自分の息子にも領土の分配を要求した。これは、統一帝国の理念の下、ロタール1世の単独支配を主張する帝国貴族団とヴェルフェン家の対立を誘発した。また、ロタール1世の独裁を警戒するピピンとルートヴィヒ2世の思惑も絡み、複雑な権力闘争が繰り広げられることとなった。
緊迫した状況の中で、長兄のロタール1世が最初の動きを起こした。ロタール1世は830年、ブルターニュ遠征の失敗による混乱に乗じて父ルートヴィヒ1世を追放し、帝位を奪った。しかし、ピピンとルートヴィヒ2世はこれに反対してルートヴィヒ1世を復帰させた。さらに833年にも同様の試みが行われ、834年にまたもルートヴィヒ1世が復位するなど、ロタール1世と兄弟たちとの争いは一種の膠着状態となった。この争いのさなか、シャルル2世の成人（15歳）が近づきつつあった。母親のユーディトはロタール1世と結び、837年に、フリーセン地方からミューズ川までの地域とブルグンディア（ブルゴーニュ）をシャルル2世に相続させることをルートヴィヒ1世に認めさせた。翌年にはアキテーヌのピピンが死亡し、その息子であるアキテーヌのピピン2世の相続権は無視されるかと思われたが、現地のアキテーヌ人たちはアキテーヌのピピン2世を支持した。
バイエルンを拠点に勢力を拡大したルートヴィヒ2世は、ルートヴィヒ1世がシャルル2世に約束した地域のうち、ライン川右岸のほぼ全域の支配権を主張して譲らず、840年に反乱を起こした。この反乱を鎮圧に向かったルートヴィヒ1世は、フランクフルト近郊で急死した。

#### ヴェルダン条約

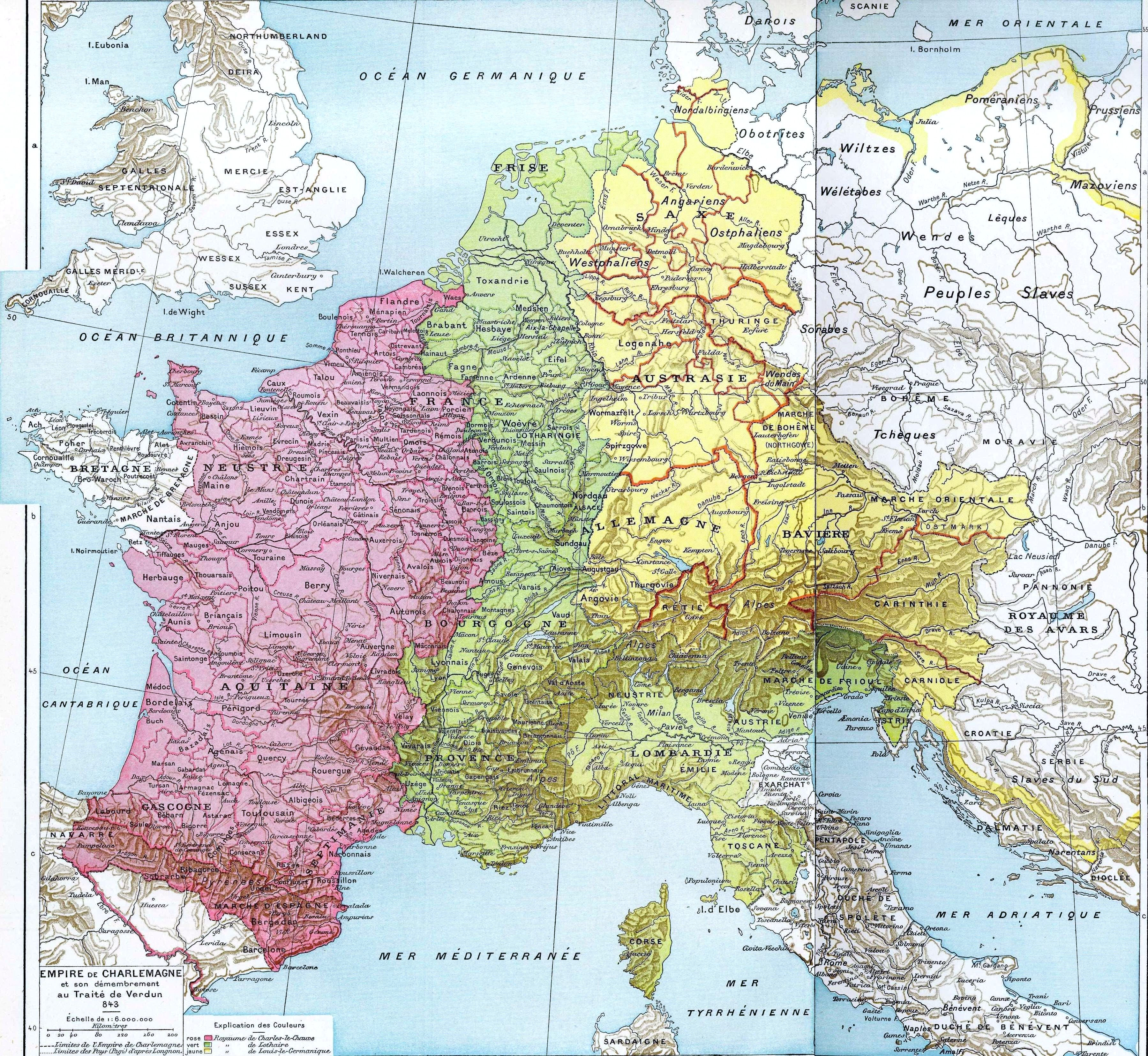
西フランク王国・中部フランク王国・東フランク王国（843年）

ルートヴィヒ1世の死を受けて、イタリアを支配していたロタール1世はローマ教皇グレゴリウス4世やアキテーヌ王ピピン2世と結ぶ一方、ルートヴィヒ2世とシャルル2世が同盟を組んでこれに対応した。841年、同時代の記録においてフランク王国史上最大の戦いとされるフォントノワの戦いで、ルートヴィヒ2世とシャルル2世が勝利し、ロタール1世は逃亡した。
ルートヴィヒ2世とシャルル2世はロタール1世を追撃する中、ストラスブールで互いの言語でロタール1世との個別取引を行わないとする宣誓を互いの家臣団の前で行った（ストラスブールの誓い）。この宣誓の言葉はシャルル2世の家臣ニタルト（ニタール）の残した書物に記されて現存しており、ルートヴィヒ2世によるシャルル2世の家臣団への宣誓の呼びかけはフランス語（古期ロマンス語）が文字記録として残された最古の例である。敗走するロタール1世は、弟たちに対抗するためにヴァイキングやザクセン人、異教徒であるスラブ人との同盟も厭わなかった。争いの激化が互いの利益を損なうことを懸念した三者は、842年、ブルゴーニュのマコンで会談し、和平を結んだ。この和平の席で、帝国の分割が改めて合意され、3人の王が40名ずつ有力な家臣を出して新たな分割線を決定するための委員会が設けられた。この結果、843年にヴェルダン条約が締結され、分割線が最終承認された。
ヴェルダン条約の結果、帝国の東部をルートヴィヒ2世（東フランク王国）、西部をシャルル2世（西フランク王国）、両王国の中間部分とイタリアを皇帝たるロタール1世（中部フランク王国）がそれぞれ領有することが決定し、国王宮廷がそれぞれに割り振られた。この分割は「妥当な分割」を目指して司教管区、修道院、伯領、国家領、国王宮廷、封臣に与えられている封地、所領の数などを考慮して決定された。しかしその結果、各分王国の所領は（特にロタール1世の中部フランク王国について）きわめて人工的な、まとまりのない地域の寄せ集めとなり、統治は困難を極めた。

#### 中部フランク王国の分解

855年のプリュム条約による中部フランク王国の分割相続。

ヴェルダン条約締結の後、3人の王はそれぞれの領地に戻ったが、必要に応じて協議をするために定期的に参集することが取り決められていた。この体制は「兄弟支配体制」と呼ばれている。844年に最初の会合が持たれ、帝国の一体性が確認され相互の協調が確認されたが、この体制は短期間しか維持されなかった。皇帝ロタール1世は850年に、伝統的な帝国の宮廷であったアーヘンではなくローマで、ローマ教皇に息子であるルートヴィヒ2世（ロドヴィコ2世）の皇帝戴冠を執り行わせた。このことは、皇帝戴冠を行う「正しい場所」をめぐる論争を引き起こした。855年、ロタール1世の死に際し、中部フランク王国はその息子たちによってさらに細かく分割された。長男のルートヴィヒ2世（ロドヴィコ2世）が皇帝位とイタリアを、次男ロタール2世がフリースラントからジュラ山脈までを（この地方はのちにこのロタール2世の名にちなんでロタリンギア（ロートリンゲン）と呼ばれるようになる）、三男のシャルルがブルゴーニュ南部とプロヴァンスを相続した。
プロヴァンス王となったシャルルはまだ幼年でありしかも病弱であったため、実権はヴィエンヌ伯ジラール・ド・ルシヨンが掌握した。彼はロタール2世と相談し、もしシャルルが相続人を遺さず死んだときはシャルルの王国をロタール2世の王国に併合することを構想した。しかし、実際にシャルルが後継者のないまま863年に死亡すると、皇帝兼イタリア王ルートヴィヒ2世（ロドヴィコ2世）がプロヴァンスの継承権を主張し、結局プロヴァンス王国はロタール2世とルートヴィヒ2世（ロドヴィコ2世）の間で分割されることとなった。
ロタール2世のロートリンゲン（ロレーヌ）王国でも相続の問題が発生した。ロタール2世は妻のテウトベルガとの間に後継者が生まれなかったことから、愛人のヴァルトラーダと結婚することで庶子であるユーグを後継者にしようとしたが、この結婚をめぐってローマ教皇庁、東西フランク王国を巻き込む政争が発生した。東フランク王ルートヴィヒ2世と西フランク王シャルル2世はこれに乗じ、共謀してロタール2世の王国を分割することを約した。結局ロタール2世はヴァルトラーダとの結婚を果たせず、正式の後継者を持てないまま869年に死去した。この時点で、東フランク王ルートヴィヒ2世は重病の床にあり、皇帝ルートヴィヒ2世（ロドヴィコ2世）はイタリアでイスラーム軍との戦いに忙殺されており、漁夫の利を得た西フランク王シャルル2世がロートリンゲン（ロレーヌ）王国を手中に収めた。

#### 最後の統一

887年、最後の統一を遂げたフランク王国。黄色は教皇領。

東フランク王ルートヴィヒ2世も865年に自分の死後の分割相続について定めた。彼の王国もまた中部フランク王国と同じように息子たちによって分割相続されることとなり、カールマンにバイエルンとスラブ人やランゴバルド人との境界地に設けられた辺境区が、ルートヴィヒ3世にオストフランケン（東フランキア）、テューリンゲン、ザクセンが、カール3世にアレマンネンとラエティア・クリエンシスが割り当てられた。
この東フランク王ルートヴィヒ2世が、その軍事力を背景にロートリンゲンの継承権を主張したため、西フランク王シャルル2世は譲歩し、メルセン条約によってロートリンゲン（ロレーヌ）は両者間で分割された。この条約の結果、中部フランク王国はイタリアを残して消滅し、現代のドイツ、フランス、イタリアの国境の原型が形成された。
875年、皇帝兼イタリア王ルートヴィヒ2世（ロドヴィコ2世）も後継者を遺さず死亡すると、シャルル2世はこの機を逃さず教皇ヨハンネス8世に接近し、イタリア王国の支配と皇帝の地位を手中に収めた。続けて東フランクでルートヴィヒ2世が死去（876年）すると、西フランク王シャルル2世はフランク王国の再度の統一を実現しようと東フランクへ軍を進めた。しかし、ルートヴィヒ2世の息子、ルートヴィヒ3世は残り2人の兄弟とともに連合軍を組織し、アンデルナハの戦いで西フランク軍を壊滅させた。統一の試みは失敗し、翌年シャルル2世はサヴォワで病没した。
その後、東フランクでは主導権を握っていたルートヴィヒ3世とカールマンが相次いで死去し、残っていたカール3世（肥満王）が予想外の幸運により東フランク全体の王となった。カール3世はさらに、皇帝の地位とイタリア王位も手にした。さらなる幸運が、カール3世に西フランク王位をもたらした。西フランク王国でシャルル2世の王位を継いだのは短命のルイ2世（ルートヴィヒ2世）であり、その息子であるルイ3世（ルートヴィヒ3世）とカルロマン2世（カールマン2世）も短期間に事故死した。短期間に王が何人も交代する不安定な状況の中、実権を握った修道院長ゴズラン（Gozlan）は、西フランク王位をカール3世に委ねた。名目的かつ一時的ではあったものの、これによってカール3世はフランク王国にただ一人の王として君臨する最後の人物となった。

### ドイツ・フランス・イタリア
単独の王となったカール3世であったが、能力が伴わず887年に東フランクのカールマンの庶子アルヌルフによって廃位され、翌年には死去した。彼の退位と死はカロリング朝の一画期を記すものであった。カール3世の死後、東フランクではアルヌルフによってカロリング家の支配が維持されたが、彼は西フランクの有力者から西フランク王位を薦められた際にはこれを拒否した。今や東フランクの王は完全にその地に地盤を張っており、西フランクの王位に興味を示さなかった。この結果、西フランクではノルマン人の侵入を撃退して声望を高めていたロベール家のパリ伯ウードが888年に王に推戴された。これによって初めてカロリング家以外から王が誕生することとなった。ウードの家系からはやがてフランス王位に登るカペー家が登場することになる。イタリアでは、女系でカロリング家と血縁関係を持つフリウーリ公ベレンガーリオ1世（ベレンガル1世）が諸侯の一部の支持を得てトリエントでイタリア王に選出された。
こうしてカロリング家によって建設された帝国と王朝は四分五裂の状態となった。しかし、弱体化しつつも帝国の栄光は残り、正当なカロリング朝の後継者として東フランクのカロリング家の宗主権はイタリアのスポレート公を除きすべての分国から認められていた。血統的正当性を持たない西フランク王ウードは、東フランク王アルヌルフの宗主権を受け入れざるを得ず、後継者にはカロリング家のかつての王ルイ2世の息子シャルル3世（単純王）を指名しなければならなかった。またイタリア王ベレンガーリオ1世も、軍事的圧力の下、アルヌルフからイタリア王位の承認を得なければならなかった。

#### 西フランク（フランス）
ロベール家のウードが王位を得たあとも、正統な王家はカロリング家であるという意識は強力であり、ウードの後継者はシャルル3世（単純王）となった。シャルル3世は領内に侵入してきていたノルマン人との間にサン＝クレール＝シュール＝エプト条約を結んで情勢を安定させるとともに、911年にロートリンゲン（ロレーヌ）の内紛によってその王位を獲得した。しかし、ロートリンゲン問題への傾注は貴族層の反発を招き、922年に大規模な反乱を引き起こした。
この反乱は鎮圧されたものの、シャルル3世は人望を喪失しペロンヌ城にその死まで幽閉されることとなった。この結果、西フランク王位はブルゴーニュのリシャール判官公ラウルに委ねられたが、936年に彼が後継者を遺さず死ぬと、カロリング家の復活が模索され、シャルル3世の息子ルイ4世が擁立された。この後、987年にユーグ・カペーが即位するまで、カロリング家の王による統治が継続された。

#### 東フランク（ドイツ）
ドイツ人王と称せられるルートヴィヒ2世の治世（840年 - 876年）から、アルヌルフが死ぬ899年までの期間、ごく短期間を除き東フランクではカロリング家の1人の王による統治が持続した。
その領域内には多数の部族、民族が居住していたが、王家と親族関係を築いた聖俗の貴族が王家の委託を受けて統治する複数の分国からなる国家へと成長していた。その領域は後世に「ドイツ」と呼ばれる地域にほぼ合致し、単一の「ドイツ」民族への共属意識もこの時期に芽生えることから、歴史学上この王国は東フランク＝初期ドイツ王国と呼ばれる。アルヌルフは教皇庁の強い求めに応じてイタリアへ派兵し、896年にはローマ教皇フォルモススによって皇帝に戴冠された。
しかし、その主要な関心は西フランク王位の拒否からもわかる通り、東フランク内の分国に対する統制力の維持にあり、基本方針としてはイタリアに対し不介入で臨んだ。彼は将来に備え、嫡出子優先の継承制度を整えたが、後継者となったルートヴィヒ4世は900年に即位したとき7歳であり、王家の親族による合議で運営されるようになった。911年にこのルートヴィヒ4世が死去すると、カロリング王家の男系が断絶した。西フランク王シャルル3世の擁立を目指す動きも不発に終わり、コンラート家のコンラート1世が国王に推戴された。

#### イタリア
フリウーリ公ベレンガーリオ1世（ベレンガル1世）の王位就任以降をイタリア史では「独立イタリア王国」の時代と呼ぶ。これはカール3世の死によってフランク王国からイタリアが独立した888年を始まりとし、オットー1世によって神聖ローマ帝国に取り込まれる962年までを言う。
女系でカロリング家と血縁を持ったベレンガーリオ1世に対し、同じく女系でこの王家とつながりを持つスポレート公グイードが挑戦を挑み、勝利を収めた。グイードはパヴィアでイタリア王に即位し、891年にはローマで皇帝戴冠を行った。グイードの皇帝位はその息子ランベルトに継承され、ベレンガーリオ1世とランベルト双方から圧力を受けたローマ教皇フォルモススは東フランク王アルヌルフに救援を求めた。この結果、896年にアルヌルフはベレンガーリオ1世とランベルトの抵抗を排してローマを占領し、そこで皇帝に戴冠された。これは東フランク王によるイタリア政局介入の端緒となった。
アルヌルフとランベルトが相次いで死去すると、ベレンガーリオ1世は899年に改めてイタリア王となった。しかし、ベレンガーリオ1世に反対するイタリアの諸侯の一部は、やはり女系でカロリング家の血を引くプロヴァンス王ルイ3世を担ぎ出して900年にイタリア国王に即位させ、901年には皇帝戴冠が行われた。ベレンガーリオ1世は905年にルイを打ち破り、915年には教皇による皇帝戴冠を行った。イタリア諸侯はなおも高地ブルグントの王ルドルフ2世を担ぎ出してベレンガーリオ1世に対抗した。ベレンガーリオ1世は923年に敗れ去り、翌年家臣によって暗殺された。これによって神聖ローマ帝国に組み込まれるまで、イタリアでは皇帝の称号を持つ人物はいなくなった。

## 制度

### 王権

#### 初期王権

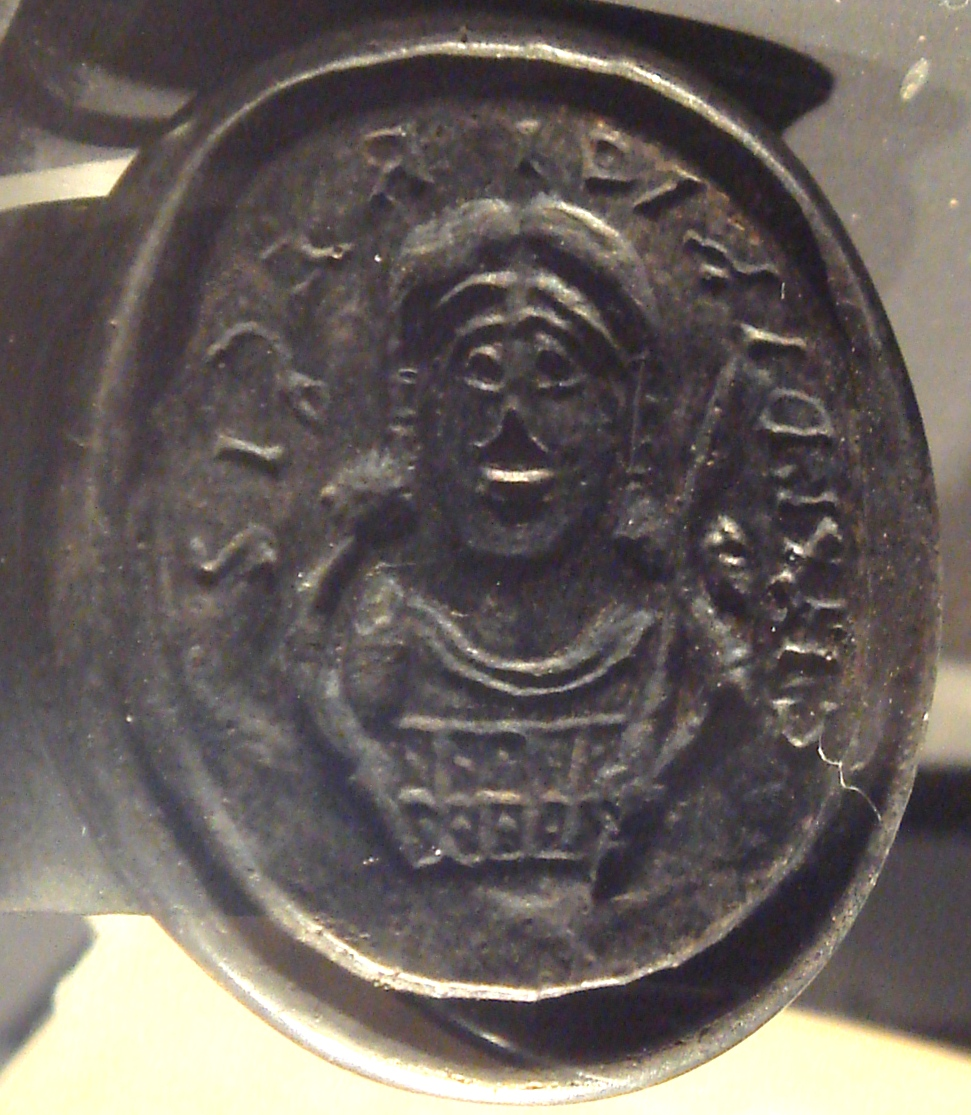
トゥルネーで発見されたキルデリク1世の印璽。長髪を蓄えた王の姿が描かれている。

フランクの王権概念がどのようにして成立したかについては、数多くの研究者によって多様な見解が述べられてきた。フランク族を含むゲルマンの王権を考える場合、伝統的に「神聖王権」と「軍隊王権」という2つの概念が特にドイツの学会において中心的な概念としてとらえられている。神聖王権とは特定の王家の血統の神聖性、時に神に連なる系譜によってその所属者が部族に繁栄をもたらす特殊な力を持っていたと考えられていたことにより王位の正統性が認識されていたとするものであり、一方の軍隊王権は、王の軍事指導者・将軍としての性質を重要視し、戦争における勝利を齎せるものが王として認められたとするものである。
フランク族の王として権力を確立したメロヴィング家が、実際にどのような経緯を経て王者として認められるに至ったかについては史料的制約によりわかっていない。ただ、クローヴィス1世の時代にはすでにメロヴィング家の出身者だけが王となれることが彼の部族では自明のこととなっていた。メロヴィング王家を象徴するものに、王族にだけ認められた長髪がある。メロヴィング家の王家は青年期に達した男子に施される「最初の断髪」を免れ、長髪を保持していた。また、キルデリク2世の息子ダニエルの即位時には彼の髪の毛が十分に伸びるのを待ったうえでキルペリク2世として王とされていることも長髪が王の象徴であったことを示す。このような王の長髪はかつては上述のゲルマン的「神聖王権」説と結びつけられて解釈されていたが、今日ではそのような見解を取る学者はわずかにしかいない。五十嵐修は、メロヴィング家の王の長髪について、アレマン人が髪を赤く染め、ザクセン人が前頭部の髪の毛を剃ったように、ゲルマン人に一般的に見られる部族への帰属を示す外見上の表現の一種にすぎないものとしている。
同様に五十嵐はフランク人の王権を大枠として「軍隊王権」としてとらえている。フランク人の王は伝統的なゲルマン的な王権というよりも、西ローマ帝国の混乱に多様な形でフランク人たちが関わる中で、戦時における指揮官・指導者たちがその成功によって部族民から王として認められたものであるとされる。キルデリク1世は、きわめてローマ的な姿を描いた遺物を残しているのみならず、印璽を用いていた。当時のゲルマン人たちは文字を持たなかったことから、この印璽はローマ系住民への命令やローマの将軍との交渉において必要なものであったと考えられる。これらのことからフランクの王は、彼らを軍事力として必要とした西ローマ帝国との関与の中で、ローマ帝国の内部において形成されたものであると考えられる。

#### キリスト教と王権

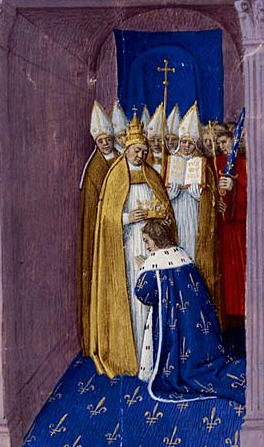
751年、ピピン3世（短躯王）の戴冠

フランク王国はクローヴィス1世による征服の結果、その領内にゲルマン人のみならず多様な人々を抱える多民族国家として成立した。このような国家を運営する上で大きな役割を果たしたのがクローヴィス1世のカトリック改宗である。彼が改宗を決断した経緯や時期についてはなお論争があるものの、その改宗がフランク王国の安定に大きく寄与したことは疑いがない。フランク族による征服が行われる以前、すでにローマ領ガリアにはローマ帝国の行政管区を枠組みとしてキリスト教の教会組織が編成されていた。このような教会組織は、クローヴィス1世の改宗を通じてフランク王国の国家機構に組み込まれていくこととなった。キリスト教はフランク人とすでにカトリック化の進んでいたローマ人貴族との間の関係を良好に保つ効果を持ち、共通の信仰を通じて国家を統合する重要な役割も果たした。
メロヴィング朝からカロリング朝への交代においては、血統的正統性に勝る権威としてキリスト教の権威、ローマ・カトリック教会の権威が利用されたことから、キリスト教の重要性は更に増大した。ローマ教皇庁の国王塗油によるカロリング朝の初代ピピン3世の即位は、単なる王朝の交代のみならず、フランク王権とローマ教皇権の結合、そしてキリスト教の教会イデオロギーによる王権の正統性確立という2つの意味で、ヨーロッパ中世社会の確立における決定的転換点であった。カロリング朝の王は「神の恩寵による王」となり、キリスト教世界の「平和」を保証することを自らの任務とするようになった。このようなカロリング朝の王権イデオロギーは単なる理念に留まらず、実際の行動においても神への敬虔さの現れとして実行され、カール大帝はザクセンの征服においてキリスト教への改宗か、さもなくば死かという基本姿勢で臨み、激しい殺戮の末にこれを征服した。
カロリング朝期においては、王はキリスト教の聖王として行動し、その道徳律に従って統治することを余儀なくされる一方、王は教会領を流用し、司教や修道院長を任命し、彼らを王国集会に出席させるなど、教会組織そのものが「国家化」された。

### 王宮
フランク王国は、現代的な意味で「首都」と呼びうるような都市を持っていなかった。中央権力の意思決定の場として存在したのは「王宮」であり、この言葉は王とその廷臣たち、統治集団が滞在し、権力の行使が行われた建物の総体を指していた。王の座として511年にパリ、オルレアン、ソワソン、ランスが選ばれ、クローヴィス1世の息子たちの分王国の中心地となった。その後、アウストラシア、ネウストリア、ブルグンディアの3つの分王国が成立すると、オルレアンの王宮はシャロンに、ランスのそれはメスに取って代わられた。これらの都市の中で、特にパリはその歴史的、政治的、戦略的重要性によって傑出した地位を占めていた。
しかしフランクの国王は戦争や国内情勢に応じて、また物資の補給や狩猟の必要に応じて、宮廷集団とともに王の所領を移動した。6世紀には都市の中心にある「王の座」と、そこからおよそ1日の旅程に位置する1つか2つの農村所領において権力が行使された。7世紀に入ると王たちは都市に滞在するのをやめ、郊外や農村の王宮から統治した。クロタール2世とダゴベルト1世の時代にはパリの郊外にあるクリシーが、次いでコンピエーニュが「王の座」としてパリに取って代わった。7世紀には王宮は非常に魅力的な場所であり、多くの人々が王に目をかけてもらうために、または王宮で「養育してもらう」ために集まってきた。このような貴族の若者たちの間で、ダゴベルト1世は成長した。
組織としての王宮は、王の命令を直接受けて執行する側近団や、文書局のような行政実務を担当する役人、王家の家政を担当する臣下たち、家令として活動する宮宰、技術者や知識人として抱えられた外国人など多様な人々からなった。元来このような組織体系を持たなかったフランク王国は、クローヴィス1世が北ガリアを征服した際、それまで機能していたパリの政庁を接収する形で行政実務を担う役人団を整えたと考えられている。しかし、ローマ帝国期の整備された組織に比べて、フランク王国の行政機構はきわめて貧弱であり、国王文書局や王宮裁判所を除けば中央行政府の組織は非常に小規模なものであった。
王宮の主要な役人には以下のようなものがあった。
- 内膳役（dapifer, infertor） 宮廷全体を取り仕切り、食事の提供を担当していた。元来は最高位の官職であった。
- 献酌役（pincerna, princeps pincernarum） 飲み物の準備を担当していた。
- 納戸役（comerarius, cubicularius） 王の居室と衣服を管理するとともに、王宮の収支と財宝を管理した。
- 厩役（marescalcus） 王の厩舎を管理し、宮廷の移動の際には宿営の手配もした。「厩伯（comes stabuli）」という称号でも呼ばれ、カロリング朝時代にはしばしば軍司令官も担当した。
- 宮中伯（comes palatii） 裁判に携わる職であり、王の不在時には宮廷裁判を主宰した。通常複数名がこの職に任じられていた。
- 王領地管理人（Domestikus） ローマ時代の制度を引き継いだものであると推定され、名前の通り王領地管理の最高責任者であった。カロリング朝時代までには置かれなくなった。
- 俗人書記 （Referendare） 同じくローマ時代の制度を引き継いだものと推定され、王の書記局を取り仕切り、王の印璽を管理し、証書への署名を担当した。俗人書記はカロリング朝時代には置かれなくなり、宮廷の聖職者がその仕事を担当するようになった。
- 宮宰（maior domus）元来は家政の長であり使用人の監督にあたる職であったが、次第に宮廷全体の管理を行うようになった。のちに従士団（Antrustionen）の指揮をするようになり、さらに王領地管理人が任命されなくなるとその職務も引き継いだ。この結果、絶大な権力を振るうようになり、メロヴィング朝末期には世襲化して事実上の王国の支配者となった。カロリング朝時代にはこの職は置かれなくなった。

### 伯
伯はフランク王国の地方統治において重要な役割を果たした存在である。伯（英：Count、独：Graf、仏：Comte）と訳される役職にはコメス（comes）とグラフィオ（Grafio）があった。両者はその制度的起源を異にするが、次第に権限上の差異が曖昧となり、ほとんど同一の地位となった。
コメスはローマから継承した諸制度の中でももっとも重要な役割を果たした存在である。フランク王国の未熟な統治機構の下では、王を中心とした中央権力が隈なく全土を統治するのは不可能であり、均質な支配をその領土内全土に及ぼすことはできていなかった。王が支配者であったにしても、実際に住民を統率し、司法、行政、軍事上の権限を行使するのは各地の伯管区を支配した都市伯（コメス・キウィタス、comes civitas）と呼ばれる伯であった。
行政単位としてのキウィタスの構造は詳しく分かっていないが、広義には都市とその周辺の農村領域も含む地方を、狭義には中心たる都市そのものを指したと考えられる。その領域は当初はローマの属州行政単位を継承したものであった。伯に任じられる人々の由来は多様であり、メロヴィング朝時代には、ガロ・ローマ系人口の大きかったガリア中部、南部ではローマ帝国時代に支配的地位を有していたセナトール貴族層を中心とするローマ人有力者がそのまま伯としてフランク王国に仕えることになる場合が多かったと見られている。またこの地域では教会の司教が伯職を占める場合があった。プロヴァンスやアキテーヌ（アクィタニア）など、フランク王国中核部から離れた遠隔地では、在地の有力者の中から伯を自称する者が現れる場合もあり、王によってその地位は追認された。このような場合、伯権力は形式上王の臣下という立ち位置を取ったにせよ、きわめて自律性の強い政治勢力であった。場合によっては王から任命された伯が現地の反対によって追い返される場合すらあった。
フランク王国の中枢部であったライン川とセーヌ川の間の地域、およびローマ時代の属州行政機構が存在しなかったフランク王国の東部では、コメス（comes）ではなく、フランク王の家産官僚的性格が濃厚なグラフィオ（Grafio）がその支配権を行使した。7世紀までにこのグラフィオの権限が強化・整備されると、コメスとグラフィオの職権・権限内容はほとんど同じものとなり、位階上の同一化が進んだ。それでも両語は使用され続けたが、単に地方ごとの慣用が残ったものと見られている。
このような伯（comes, Grafio）を中核とした支配体制はドイツ史学界の用語を用いてグラーフシャフト制（伯管区制）と呼ばれている。19世紀までの古典学説では、王国全土に張り巡らされた画一的なグラーフシャフト制度によって一元的に支配されたという考え方が通説であった。その後、20世紀の研究によって、上述の通りフランク王国内の統治組織が地域的、時代的に大きな差異があったことや、属人性に強く依存したものが明らかとなった。現代でもグラーフシャフトはフランク王国の中核的制度と位置づけられているが、それはある意味では実際の組織そのものではなく、地域的・時代的差異を無視した「学問的概念」であるとも言え、その実態をめぐっては長く議論が行われている。

### 大公
フランクの地方支配において伯と並び重要な存在として大公（太公、dux）がいた。「アレマン人の大公」や「バイエルン人の大公」と呼ばれるこれらの大公は、形式上はフランク王国の官職位であり、フランク王により任免が行われた。この地位は大公（dux）という称号が完全に一般化するまではしばしば侯（marchio）とも呼ばれた。彼らは軍指揮官として王国軍の一翼を担うとともに、特定地域における行政上の権限を掌握していた。支配地域のすべての伯の上位に立つこの大公がどのような存在であるかについては長い議論が行われている。統一的な国家体制が存在しなかったフランク王国の他の地位と同じく、大公（dux）の性質も時代的、地域的な差異が大きいものであったと考えられている。
ラテン語の史料に表れる大公（dux）位を、ゲルマン古来の部族の中から現れた固有の命令権者（ヘリツォーゴ、Herizogo, 独：Herzog）とするか、またはフランク王国による支配のためにメロヴィング朝の王によって任命された官職保有者として現れたものとするかについては長い議論が行われている。前者の見解を支持する研究者によれば、部族的軍隊王権に基盤を置いた「大公」の支配領域はフランク王国によって征服されたあとも、「国家内国家」的な性格を喪失しなかったとされる。しかし、現代の研究ではこのような「大公」位を各部族による自生的制度と見なす見解は否定的にとらえられている。これらの大公位は、たとえばアレマン人の領域ではクローヴィス1世による征服のあと、旧来の王（rex）に代わって大公（dux）が任命されており、バイエルン大公もまたテウデベルト1世によるザルツブルクおよびイン川上流一帯の軍事的制圧直後に歴史に登場するためである。
しかし、どのような起源を持つにせよ、またフランク王権に従属していたにせよ、バイエルンやアレマンネンの大公はその支配域内において地元の部族的な紐帯に支えられ強大な権限を保有することになった。大公は領内において国王を代表し、伯権力の上に立つとともに、最高位の軍指揮官であり、裁判官であり、教会の長であった。またバイエルンのアギロルフィング家のようなこれを世襲する一族は、法律上も貴族層からも卓越した存在として扱われ、大公領を分割相続することができた。この意味において大公領における大公の存在は「王」そのものであり、同時代史料の中にはバイエルン大公を王（rex）と呼んでいるものも存在する。大公はフランク王に対する軍役と貢納を果たす以外は、独自の内政・外交政策を推し進めることも可能であり、これゆえにフランク王と衝突も繰り返した。彼らはきわめて曖昧な誓約によってかろうじてフランク王と結びついていたにすぎなかった。このため、フランク王の側ではたとえばカール1世によるバイエルン大公タシロ3世の廃位のように、大公権力の掣肘が常に試みられた。

## 軍事

### 武装

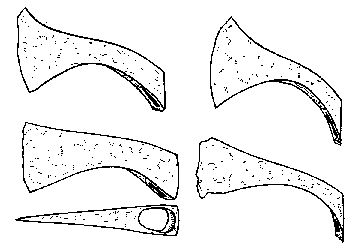
フランキスカ（フランチスカ、投擲斧）の例。現代ではフランク族を象徴する武器のひとつとしてしばしば言及される。

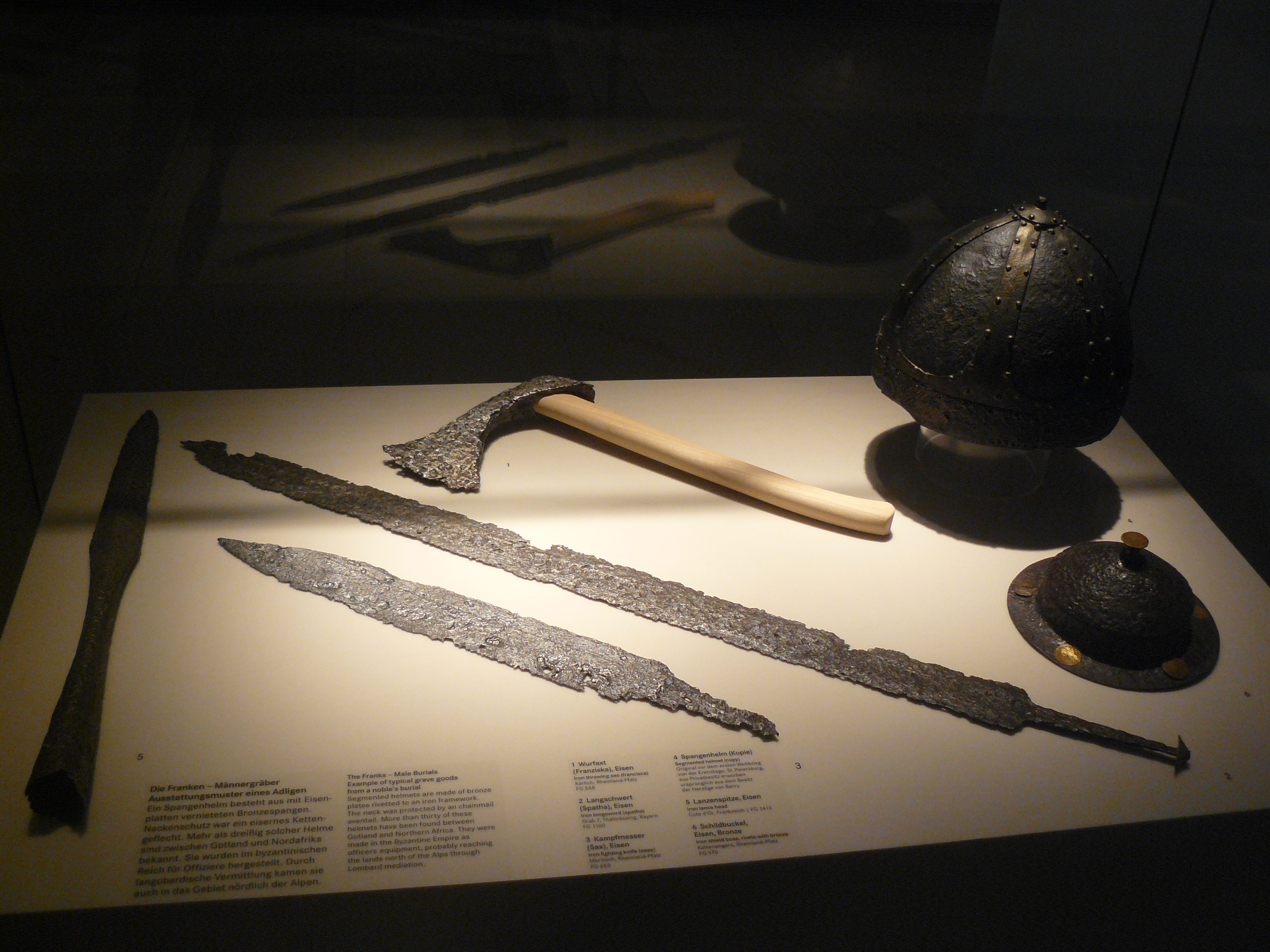
出土した5 - 6世紀のフランク族の武器防具

初期のフランク人の戦士たちが使用していた装備は、それらが副葬品として埋葬された当時の墓の発掘によって窺い知ることができる。1959年にテウデベルト1世時代の男児の墓が発見された。この男児は王族または貴族門閥に属したと考えられており、成人に達してから用いるべき武装の一式が副葬されていた。肉体には冑（）と楯（）を身に着け、武器としてはスクラマサクス（片刃長剣）、スパータ（両刃長剣）、アンゴ（逆鉤付投槍）、長槍、フランキスカ（投擲斧）、矢が埋葬されていた。このうち、フランク族に特有の武器として特に著名なものが投擲用の斧であるフランキスカであり、メロヴィング朝時代の北フランスからラインラントにかけてのフランク人の墓から発見される。プロコピオスの記録によれば、539年にイタリアに侵攻したテウデベルト1世の軍勢の歩兵たちは楯と刀剣のほか、このフランキスカを装備していた。アンゴと呼ばれる逆鉤のついた槍もフランク族特有の武器であり、投擲・白兵兼用の武器としてフランク兵が装備していたと伝えられる。フランキスカやアンゴは7世紀初頭には使用されなくなっていき、墓からは出土しなくなる。変わって7世紀以降の一般的な副葬武器の類型は、楯、スパータ（長剣）、長槍、そしてサクスと呼ばれる片刃の幅広剣であり、特にサクスは長剣に比べ多数の出土例がある。
上記のような考古学的発見から、7世紀（600年ごろ）前後を境にフランク人の武装がフランキスカやアンゴのような遠近両用の武器から、サクスなど片刃で幅広の刀剣類を主軸としたものに変化していることが知られ、この時期に軍事技術ないし戦術上の変化があったものと考えられる。また同時期より、小勒、鐙、鞍などの馬具が副葬された戦士墓が見られるようになり、異なった社会層出身の戦士の存在が推測できるという。
カロリング朝期にはこうした馬具の導入によって騎馬技術が発達し、大規模な騎兵隊が組織されたと一般に考えられている。9世紀初頭のサン＝カンタン修道院への動員命令の際、騎兵1騎が装備すべき武装として、盾、槍、剣、短剣、弓と矢、および箙、そして鉋や錐等の一般工具類とそれを乗せるための荷馬車などが要求されている。この時期のフランク騎兵が装備した弓は、当時に描かれた図像史料などから中央アジアに起源を持つ短弓と同種のものであったとされている。また槍は肩に抱えたまま突撃したり、投槍として使用されたりしていた。これらのことから、当時の騎兵の武装と戦術は、中央アジアの遊牧民の用いたものと同じ系譜に属するものであったと考えられている。こうした戦術はフランク王国の時代が終了したあとの12世紀以降、次第にヨーロッパ独自の様式に発展していくこととなる。

### メロヴィング朝時代のフランク軍
フランク族がローマ領ガリアで勢力を拡張した5世紀後半には、ローマの正規軍（ローマ軍団）はすでにガリアには存在せず、したがってフランク軍とローマ軍団の戦闘は発生しなかった。当時のガリアでは実戦能力、治安維持能力を喪失したローマ軍に代わり、ガロ・ローマ系のセナトール貴族が私兵を集め、武装従士団を組織して割拠していた。また、各地の皇帝領、国家領に雑多なゲルマン部族から集められた屯田兵（ラエティ laeti）が配置されていた。彼らは重要な街道や軍事用倉庫の守備、国境線の要塞の防衛の見返りとしてローマ領内に居住を認められた人々であった。このようなラエティたちは、ローマ帝国が実効支配能力を喪失していくなかで、新たに権力を手中にしたフランク王国や西ゴート王国のようなゲルマン系王朝、あるいはシアグリウスのようなローマ人の現地支配者たちに服属し、その軍事力の一端を担うようになった。
ガロ・ローマ系の有力者の多くはフランク族が侵入するより前にガリア南部に移動していたが、北部に残った者たちは短期間の抵抗のあと、クローヴィス1世に臣従し従来の地位と財産の安堵を受けたと想定されている。このガリア北部のローマ系有力者や将兵は南部ガリアの征服の際にはフランク軍の一部として都城の攻撃に投入された。各地のラエティたちもまた、クローヴィス1世の勢力拡大に伴って彼に服属していき、フランク軍に組み込まれた。クローヴィス1世の息子たちも、その勢力拡大に伴い父と同じように各地のセナトール貴族やラエティを傘下に収めていった。
こうして形成されていったメロヴィング期のフランク軍は、おもに以下の3つのファクターで構成されたと考えられている。
- 第一に王の側近として「従士（trustis）」の中から選抜した武装集団「プエリ（pueri）」「武者（armati）」が組織された。彼らは純然たるフランク王の手勢であり、もっとも信頼のおける精鋭であった[170]。
- 第二にフランク系、およびガロ・ローマ系有力者の従士団があった。彼らは財産や所領を保証してもらう見返りとして忠誠と軍事奉仕を誓った人々であり、その支持は王国の安定上きわめて重要であった[170]。
- 第三にもともとはローマの国境守備兵力として居住を認められたゲルマン系諸部族やその他の異民族からなるラエティの兵力があった。彼らはローマ時代のキウィタスや城塞（カストラ）、皇帝領に駐屯しており、メロヴィング朝は新たな征服地にもローマ時代のラエティと同じような軍事植民を継続した。それらの地域は「ケンテナ （centena）」と称された[170]。

フランク王国にはローマ帝国時代の正式な徴兵制度は継承されなかった。また、ローマ、ギリシア時代以来の重装歩兵を中核とする戦術も引き継がれなかった。

### カロリング朝の軍制改革と騎兵制の確立
メロヴィング朝とカロリング朝の交代期には、一般的な通説として軍制改革が行われフランク軍の性質が大きく変化したとされている。通説を打ち立てたH.ブルンナーによれば、カール・マルテルがトゥール・ポワティエ間の戦いにおいてイスラームの騎兵軍の潜在的破壊力を見抜き、これを参考にフランク王国に重装騎兵軍を創出し、それを社会・経済的に維持するための諸策が封建制の確立につながったとされている。この説によれば、カール・マルテルはこの新しい軍事力を維持するために6世紀から7世紀にかけて著しく拡大した教会領を接収したほか、司教・修道院長に自身の信頼できる俗人家臣を任命し、さらにその領地を軍馬の飼育と馬役を担う従士たちに封地として分与させた。メロヴィング期には歩兵主体であったフランク軍では8世紀半ば以降、騎兵が際立って強化されることとなった。9世紀にはパリ伯ウードがアクィタニア（アキテーヌ）地方とその周辺から1万騎の騎兵と6,000人の歩兵を招集し、921年にはロベール1世がネウストリアとアクィタニアから4万騎の騎兵を招集するまでになるなど、カール・マルテルの軍制改革に端を発した騎兵制は完成の域に達したとされる。このような軍制改革論には批判があるが、なお通説としての地位を維持している。

### カロリング朝期の聖界軍事力の確立
メロヴィング朝末期の若干の勅令や教会会議録によれば、当時の聖職者は軍事司教として軍に同行したが、武器の携帯や戦闘行為は禁じられていた。メロヴィング朝末期には宮宰カール・マルテルが教会領を接収し、高位聖職者の地位に自身の従士たちをつけた結果、カロリング朝の成立以後、教会は王権の支配権下に置かれることとなった。さらにカール1世（大帝）は779年にヘリスタル勅令を発し、王命によらない聖界独自の所領貸出を認め、高位聖職者が教会に奉仕する封臣を独自に擁することを許可した。この勅令の発布後、カール1世は新たに教会領を恩貸地として受領した聖界独自の封臣も軍に動員するようになった。司教および修道院長は聖界封臣の主君として兵士とともに出陣し、また王国の集会に出席することが要求されるようになった。森義信は「この結果教会は『国家意思実現の一手段とされ（F. プリンツ）』、その軍事奉仕も『制度化』され国家化したとされるにいたった」と述べる。
このような聖職者の軍事的偏向にはアルクィンなど、聖界の重鎮らが批判の声を上げたが、カール・マルテル以来の人事任用によって、この時代の聖職者はその大半がフランク王国の貴族層に社会的系譜を持っており、彼らはその一員として軍事的素養が豊かであり好戦的傾向が強かった。彼らを信頼できる軍事力として組み込んだカロリング朝時代のフランク王国は、その軍事力を支える経済的基盤を教会や修道院に保証するために、かつて没収した教会領の一部を返還したり、国庫領や王領地の下賜を盛んに行ったりするようになった。さらに司教や修道院長は、国制上のあらゆる分野で国王の信任を受けて活動するようになった。
カロリング朝ではさらに聖界軍事力を創出・維持するために、軍事罰令金の徴収権や徴兵権など、従来は伯や国王役人に属した権限の一部を修道院長に移管するとともに、司教・修道院長は伯などの世俗領主と同様、武装された従士に取り囲まれていることが望ましいと規定され、出軍命令が下ったときには封臣を率いて参戦することが義務づけられるようになった。こうして教会や修道院には領地の一部を常に恩貸地として封臣に分与し、その見返りとして彼らの軍事奉仕を受けることで、王の動員指示に即応できる体制を維持することが求められることとなった。

## 社会・経済
フランク王国時代（西欧中世初期）の経済や流通、社会、都市と農村についての研究は多岐にわたる蓄積がある。しかし、時間的には5世紀に渡り、西ヨーロッパのほぼ全域を占めたフランク王国の社会経済について、一般的な説明は困難である。西欧中世史研究者の丹下栄は、流通・都市・社会分野において西欧社会のすべてを視野にいれた総合的叙述を行うのは研究史の現状からして不可能であると述べる。そのためここではフランク時代の社会・経済について一般的に研究される各種テーマについて以下に述べる。

### 農村

#### メロヴィング期の農村
フランク王国ではパンとワインを中心にするローマ時代の食習慣が継承された。その原料となる小麦とブドウの生産は、ローマ時代のガリアでは、平野部に散在するウィラを中心に奴隷労働によって行われた（ラティフンディウム）。ここでは耕地を二分して地力回復のために1年ごとに休耕を繰り返す二圃制とよばれる輪作が一般的に行われていた。ほかにブドウ畑と放牧地が畑とは別の場所にあった。一方、フランク人をはじめとするゲルマン人たちも農耕の伝統を持っていたが、その技術は未発達であり、狩猟採集、そして牧畜が未熟な農業を補っていた。ゲルマン人の食生活において、牧畜はローマ社会におけるよりはるかに重要であり、ブタ、ウシ、チーズ、バターなどの畜産品は、ゲルマン人の必要カロリーの3分の2近くをまかなっていたとする説もある。フランク王国時代、この2つの生産様式がまじりあい、次第に中世ヨーロッパの農業スタイルを形成していくことになる。
すでに3世紀からガリアの人口は減少傾向にあったが、5世紀に始まった小氷期による気候の寒冷化や治安の悪化、政治情勢の混乱、さらには疫病によってメロヴィング時代初期には人口減少が加速し、6世紀後半には人口は底辺に達した。7世紀には人口は回復し始め、特にガリア北部でゆっくりとだが人口は増加した。
この時期のメロヴィング期の農村の状況については、無論地域的な多様性があったが、考古学的調査によって一般的な仮説を用意できるほどに理解されるようになっている。当時の一般農民の家財道具は一般に非常に貧弱であり、鉄製農具はほとんど見つかっていない。住居そのものも数本の柱で造られた3メートル×4メートルほどの狭い小屋であり、これが30軒ほど点在するようなものが、一般的な集落の形態であった。このような集落の在り方は、古代に比べ農村に対する貴族の影響力が弱かったことを表していると見られる。
ローマ時代には都市の需要を満たすために大規模に実施されていたラティフンディウム制は衰退し、より狭域で完結する農村経済が取って代わった。需要の減少は耕作地の縮小をもたらした。ヨーロッパでもっとも森林が広がったのが500年ごろであることが、花粉と樹幹の分析によってわかっている。
ローマ時代から続くウィラのあるものは放棄され、あるものは6世紀後半まで定住が維持されたが、その場合でも居住面積の縮小、設備機能の変化が見られる。明らかにウィラが結びついていた経済システムの変容がその衰退を招いていたと考えられる。古代の石造のウィラは、木造のそれに代えられたが、王や有力者の権威を表す記号として、都市に居住することと同じくウィラでの居住は有効であった。このようなウィラは30メートル以上の長さを持つ、大広間を備えた主人の家と、それに従う人々の小さな家々、家畜小屋、穀物庫、貯蔵施設などからなった。

#### カロリング期の農村
カロリング期に入ると、気候の安定と国王や修道院による大所領の形成とともに農村は大きく発展した。8世紀から9世紀にかけて、1,000ヘクタール以上の規模におよぶような所領が発展し、その経営のために領地や収支を列挙する台帳（所領明細帳）が作成され、当時の農村経営を現代に伝えている。修道院所領に代表される大所領は領主直営地と農民保有地によって構成され、農民は第一に家屋と菜園、第二に農耕地（農民保有地）、第三に飼料の刈り取り地や、牧草地、放牧地や森林などからなる共同利用地の用益権の三要素を経営の基本単位として自立した経営体を形成していた。この三要素はフーフェ（独：Hufe）、あるいはマンス（仏：Manse）と呼ばれ、基本経営単位として農民一世帯ごとに設定されていた。このフーフェ（マンス）は領主が賦課税を行う単位でもあった。ただし均一な単位としては成立しておらず、その大きさは地域によりまちまちであった。
カロリング時代の所領経営では、農民の身分や課税内容は一様ではなく、村落共同体と呼べるような農村組織もまだ存在していなかった。その代わり、所領の枠組みの中で、領主直営地と農民保有地に関わる労働が、フーフェ（マンス）を保有する農民によって担われており、この意味で所領が農民生活の社会的単位を構成していたと言える。このような領主制のありかたは古典荘園制と呼ばれる場合が多い。
実際に「古典荘園制」下にある農村の例として、パリの北東20キロにあるヴィリエ・ル・セックとバイエ・アン・フランスで当時の遺跡が発掘されている。この2つの集落はカロリング期の典型的な集落であると考えられ、当時の大所領のひとつであるサン＝ドニ修道院に所属していた。長さ12.5メートル、幅5、6メートルの長方形の母屋と、縦横数メートル程度の高床建築、あるいは竪穴建築の付属建造物が2、3棟あるまとまりが複数散在していたことが確認されており、それぞれが1つのフーフェ（マンス）を構成していたと推定されている。
栽培植物はメロヴィング期にはわずかな麦類のみだったのに対し、カロリング期には各種の麦類のほか、ソラマメ、エンドウマメ、ニンジンなどの野菜類や、リンゴ、ブドウなどの果樹、工芸用の亜麻など、多角的な農業が行われていたことが確認されている。家畜はウシ、ブタ、ヒツジ、ヤギ、ウマの順で多く発見され、時代とともにウシとウマの比率が上昇し、ブタが減少している。特に8世紀を境にウマは倍増しており、農耕や運搬にウマが使用されるようになったことを反映していると考えられる。

### 交易と流通
ゲルマン人の侵入と各種の社会混乱の中で西ローマ帝国が崩壊したあとも、地中海を中心とするローマ世界が解体したわけではない。メロヴィング朝時代のフランク王国においても、地中海交易はかつてのローマ時代から継続して活発に行われ、王国中枢であったガリア北部へも継続して地中海交易による物資がもたらされていた。この分野における研究で20世紀半ばに一時代を期したアンリ・ピレンヌは、サン＝ドニ修道院やコルビー修道院がプロヴァンスの都市マルセイユなど、地中海沿岸の流通税徴収所から物資の供給を受けていたことを例証としてあげている。ここで集められた物資の中にはパピルスや胡椒、そして各種の奢侈品など、いわゆる東方物資が数多く含まれていた。
こうした交易活動は上でも触れた流通税に関する記録から知ることができる。中世ヨーロッパの全期間を通じ、流通税は物資の流通と権力構造を映す鏡であり続けた。流通税はポルトリウム（portorium）またはテロネウム（teloneum）と呼ばれる帝政ローマ時代の制度に源流を持ち、商品の通過と取引に課税される間接税であった。メロヴィング朝時代にはこの流通税はローマ時代とほとんど変わらない運用がされていたとされ、王国の役人が管理する流通税徴収所で徴収され国庫に納められた。この流通税は王国の財政上きわめて重要であり、これを統括する役人は伯と同格とされた。一方で流通税徴収所には物品の一時保管所が付属し、輸出入品の一時保管機能が提供されるなど、交易活動に必要な機能の一部を提供していた。したがって、単純に国家が交易活動から利益を徴収するための存在であったとのみ見ることはできない。
流通税徴収所と並び流通構造に大きな意味を持っていたのがキウィタスである。これはローマ時代、さらにはそれ以前のケルト時代からの伝統を引き継ぐもので、一種の行政単位であった。帝政ローマ時代にはキウィタスの中心地には司教座が置かれ、地域の中心としての役割を果たすようになった。キウィタスでは市が開かれ、財貨の交換がきわめて日常的に行われていたことが、トゥールのグレゴリウスなどによって記録されている。
ローマ世界の延長線上にある側面が色濃いとされるメロヴィング朝時代の流通構造は、7世紀に入るとカロリング期に向けて緩やかな構造変化を開始した。大きな影響を持ったのは、ガリア北部に数多く建設された修道院が次第に経済力を強め、生産と流通の拠点として現れてくること、金本位制が衰退し銀貨が急速に普及すること、地中海交易の重要性が相対的に低下すること、そして北海・バルト海方面での交易活動の活発化であった。特に北海・バルト海方面での交易活動は、ワイン、穀物、毛織物、金属製品や武具などの生活要因が大半を占め、地中海交易に特徴的な奢侈品が存在しないことが特徴であり、交易主体の多様化を示している。
カロリング期にはこの構造的変化はさらに加速し、流通構造は重層的な姿を示すようになった。地中海交易はメロヴィング期に引き続き途絶えていないことが、流通税徴収所に関する記録から明らかになっている。また、カントヴィク、ドレスタットを拠点とした北海・バルト海交易はフランク王国にとって第一級の意味を持つものに成長した。サン＝ドニの年市にはアングロ・サクソン人やフリーセン人の商人が集まり、各種の商品を取引した。そして、修道院に代表される聖界領主が経済力を強めるとともにフランク王から流通税免除特権を獲得し、さらに領民の労働賦役による物資運搬によって市場との結びつきを恒常化していった。こうした流通構造の重層的構造は、地域経済、そして中世盛期以降の発達した国際的流通の基礎的条件のひとつとなっていった。

### 通貨

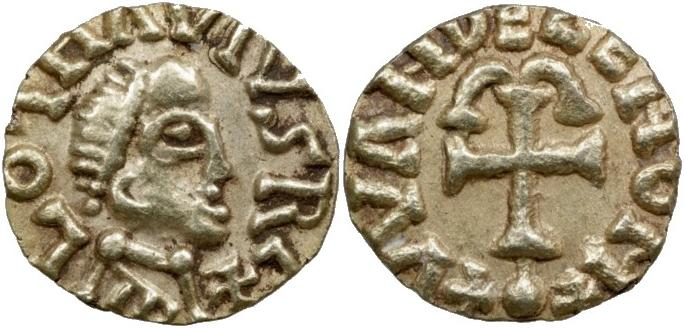
クロタール3世の硬貨

西ローマ帝国の終焉のあとも、フランク王国の支配地の大部分は程度の差はあれ貨幣経済に依拠していた。フランク王国ではローマの幣制が継続していたが、6世紀には自ら造幣を行うようになった。当初は東ローマ帝国の金貨の模造を行っていたが、次第に王名入りの金貨を発行させるようになった。確認できるもっとも古い王名入り金貨は、テウデベルト1世（在位：533年 - 547年）が造らせたものである。また、ローマ時代のソリドゥス金貨の3分の1の重量であるトリエンス貨の造幣が優勢となり、ローマ幣制からの緩やかな離脱が起きた。
フランク王権は長らく造幣権を独占することができず、こうした貨幣は各地の造幣人（monetarii）に委託されて王や有力者の名の下で製造されており、造幣人と造幣地が刻まれていた。しかし、各地の造幣人の都合によって貨幣の重量や品質がまちまちであったうえ、金の供給源に乏しかったことから、メロヴィング期を通じて金貨の質は低下し続けた。市場におけるフランクの貨幣の信用は低く、決済手段としてはきわめて品質が安定していた東ローマ帝国の貨幣（ノミスマ）を用いるか、貨幣を融解したり、純地金を秤ったりして行うことが広く行われた。また、次第に金貨の流通は下火となり、銀貨による決済が広がっていった。7世紀後半にはフランク王国でデナリウス銀貨が発行されたが、品位が悪かったことから、イングランドの諸王国で発行されたシャット銀貨（初期デナリウス銀貨）による支払が行われ、フランク王国とイングランドで急速に普及した。
こうした状況に対し、カロリング朝は通貨体制の構築に力を注いだ。このことはカロリング朝の諸王が熱心に幣制改革を行っていることから確認できる。ピピン3世は即位直後の754年に貨幣の重量改革を行い、金貨造幣を停止して銀貨のデナリウスのみを発行することに決め、銀貨の標準重量を上積みした。また、12デナリウスが1ソリドゥス（金貨）、20ソリドゥスが1リブラという上位の計算貨幣の単位も設定された。この関係はその後の西欧諸国の通貨体制の基本として受け継がれていく。さらにカール1世（大帝）はデナリウス銀貨の重量をさらに上積みする幣制改革を実施した。これの理由については、東方の金の高値に対する対策や新たな銀鉱の開発が行われたこと、冬の飢饉による穀物価格高騰に対する購買力の強化などの説がある。794年のフランクフルト公会議では、この新デナリウス（novi denarii）の普遍的な受け入れが命じられ、その後も繰り返された。しかし新デナリウス貨は小額の取引に向かず、市場ではデナリウス貨幣を勝手に半分にするなどの行為が横行したため、少額貨幣の需要に応えるべくデナリウスの半分の価値のオボルス貨も発行された。さらに品質を維持するため造幣権の独占が試みられ、貨幣の私鋳を厳しく禁止するとともに、805年には造幣を宮廷に限定することが定められた。カール1世の幣制改革は、北海貿易の隆盛を背景に、同時期に行われたブリテン島のマーシア王国のそれと並行して行われており、この時期にフランク王国とイングランドではほぼ共通の幣制が整えられた（デナリウス＝ペンス、ソリドゥス＝シリング、リブラ＝ポンド）。
このような金貨の造幣停止と銀貨の普及は、かつては遠隔地交易の衰退と自然経済への退歩を示すものとされてきたが、近年においては当時のフランク王国で交易活動の衰退は認められず、農業生産もむしろ拡大傾向にあったと考えられており、この現象は生産力上昇を背景として広範な生産者が貨幣経済に参与したことによるものと考えられている。

## 文化

### 言語
古代ローマ社会は非常に高い識字文化を誇っていたことが知られている。ローマ期の文学作品は質・量ともに豊かであり、また文字媒体の使用は少数の知識人によるものではなく、広く一般民衆に普及していた。文字が読めない者でも、代筆者に依頼して遺言状などを作成してもらう慣行があったことも分かっており、文字化の理念が社会全般に広く浸透していたことが知られている。この状況はガリアにおいても同様であり、ほかのローマ領と同じく都市には当局から給与を支払われて子どもたちに読み書き計算の初歩を教える教師（litteratores）がおり、一種の都市の学校と言うべきものが存在した。
一方、フランク王国を建国したフランク人たちは、クローヴィス1世によるガリア征服とフランク王国の成立の当時、インド・ヨーロッパ語族ゲルマン語派の一派であるフランク語を母語としていたが、この言語が筆記に使用されることはなかった。6世紀初頭に編纂されたサリー・フランク人の部族法典である『サリカ法典』には書面による売買契約や諸証についての規定がほとんどなく、一定の身振りや仕草を伴った口頭での契約や証明法、象徴物を用いた法律行為が採用されており、フランク人一般が当時まだ文字文化に親しんでいなかったことを示している。このような状況はカロリング朝期にも変わることなく、法律行為は文字なしに行われるものの比重が大きかった。メロヴィング朝時代には、王たちは自筆の署名を行っており、俗人の間でも一定の識字能力を持つものはいたが、王宮から発信される指令や情報の伝達文書は必ず朗唱され、口上の形態をとったものと想定されている。
しかし、このことはガロ・ローマ系住民のローマ帝政後期以来の伝統的な文書使用の慣行に根本的な変化はもたらさなかった。フランク王国はその中枢を置いたガリアにおけるローマ帝国の行政機構を一部引き継いだため、王国運営上必要となる文書業務はガロ・ローマ系の知識階級やキリスト教聖職者に委ねられ、ゲルマン古来の慣習法の成文化も彼らの手によって行われた。このため、文書の行政・司法上の言語にはラテン語が使用され、王国はその建国初期段階から二重言語の状態にあった。
セーヌ川以南のガリア南部では、6、7世紀にも土地の売買や譲渡、奴隷の開放、債務などほとんどの法律行為に際して文書が作成されていたことが、こうした文書を作成するための範例集成の存在によって想定されている。
各地の地方中心都市（キウィタス）はローマ期の地方行政を継承し、それは機能し続けていたし、学校もメロヴィング朝初期には存続しており、教育組織が「蛮族による破壊」を被った証拠はない。地方行政機能存続状況にはもちろん地域差があった。フランク族の移動時にガロ・ローマ系住民の多くが移動し、またフランク族の移住者が多かったガリア北部、セーヌ川以北の地域ではキウィタスの機能は相当に後退していたと推定されている。しかし、文書行政が消滅したわけではなく、この地域では低下した都市行政機能を補うために国王文書局によってプラキタ（裁定）文書が多数発行された。この国王文書局が発行する文書は、研究によっておおむねローマ帝政期の属州役人文書の系譜に連なるものであることが明らかになっており、全体としてフランク王国がローマ帝政期の文書行政を広範に継承していることが知られている。
また、ローマ期より社会の中枢を占めたガリア・セナトール貴族と呼ばれる階層や、その階層の出身者を多数含むキリスト教会の聖職者によって、ラテン語の文学的伝統が維持された。メロヴィング朝期においてもすでにラテン語の文語と口語（俗ラテン語）の乖離は大きなものとなりつつあったが、発音の近似性によりいまだコミュニケーションが成立していた。
こうした状況はカロリング期になるとにわかに変化した。カール大帝期以降のカロリング・ルネサンスと呼ばれる文化運動は古典志向の「純粋なラテン語」を希求し、ブリテン島のヨーク出身の修道士アルクィン（アルクィヌス）によってラテン語の発音の矯正や正書法の整備が行われた。これは「卑俗化した」ラテン語を純化し、一連の改革と勧奨運動によって正しいラテン語を復旧させようとしたものであった。また、正確なラテン語を通じた正しいキリスト教の理解を求める運動でもあり、言語改革を通じて王国の統治を円滑化しようとする試みでもあったが、文語と口語の距離を一段と乖離させることとなり、メロヴィング朝期には文字文化の一端を担っていた俗人貴族階層もまた識字層から離脱していくこととなったうえ、教会の聖職者や聖職者出身の政府関係者が使用する書き言葉は民衆にはまったく理解できないものとなった。この結果、ラテン語はカロリング朝時代には聖職者や国家行政を司る者が占有する媒介言語となった。
公用語としてのラテン語が聖職者階層（フランク王国時代には同時に統治機構の役人でもあり、領主でもある）にのみ使用される言語となっていく一方、キリスト教の教化を各地で推し進めるために各地の民族語による教義の流布や説教が進められた。794年のフランクフルト教会会議では、ラテン語やギリシア語、ヘブライ語に限らず、あらゆる言語が神を崇拝する言語であることが決議された。カール大帝が813年に招集した教会会議では、司教たちの説教が民衆に理解できるように各地の固有の言葉をもってなされるべきとされ、「わかりやすく翻訳」することが決議されている。こうしてラテン語の宗教文書の現地語への翻訳が促され、王国の東側では9世紀以降高地ドイツ語による宗教文学も誕生した。一方、西側でも9世紀には初の古フランス語（ロマンス語）の文書であるストラスブールの宣誓が現れるに至り、少なくても北フランスではこの言語が共通語となっていた。
こうしてフランク王国時代には、ほとんど聖職者のみからなるラテン語の知識階層と、さまざまな現地語を使用するラテン語非識字層からなる西ヨーロッパ中世世界の言語的二重構造が形成された。

### メロヴィング期の文学

#### 書簡集と歴史書
フランク族は自らの言語による文学を残さなかったが、フランク王国時代のガリアではラテン語の著作活動はなお継続していた。ローマ期以来の文学活動の継続としてまず挙げられるのが、ローマ期の知識階級が一種の文学活動として行っていた書簡の交換であり、これはメロヴィング朝時代も継続していることがデシデリウスの書簡集や、アウストラシアでまとめられた『アウストラシア書簡集』などによってわかる。
また、メロヴィング期のラテン語著作家によって多くの歴史書が著述された。その代表的な人物としてトゥールのグレゴリウスがいる。彼は6世紀後半の教養ある社会の完璧な代表者であると見なされ、フランク王国の歴史を記した『歴史十書』を記述したことで名高い。この歴史十書は初期フランク史を知る上での基本文献である。また、『歴史十書』に続く歴史叙述として、ジュネーヴ近辺の著者によって作成されたと推定される『フレデガリウス年代記』や、『フランク史書』が作成された。

#### 聖人伝
メロヴィング期の象徴的な、そしてもっとも発展した文学ジャンルはキリスト教の聖人伝である。聖人伝はメロヴィング朝時代の文学活動において量的に最大の部分を占めている。こうした聖人伝を多数残す原動力となったのが文学活動における教会・修道院の重要性の増大であった。7世紀半ばまでには古代以来の都市の公的な学校が順次消滅する一方、6世紀ごろからキリスト教の司祭を育成するための司教区学校が、古代の学校の伝統とは独立的にガリア全域に広がっていった。これは古代の学校で十分に施すことができない宗教的、聖職者的教育を施すために教会が独自に用意した教育機構であった。
また、修道院においても文筆活動が活発化した。修道院にはもともと書写室が備わり、古典やキリスト教の教父たちの著作、そして聖書や典礼文書の筆写が行われていたが、聖コルンバヌスの影響下で創設された、ガリア北部やブルグンディアの修道院には特に整備された書写室が常に設けられ、筆写作業は修道院の手労働の重要な要素になっていった。聖人伝の多くはこうした修道院で作成された。この時代には「著者」という概念は成立しておらず、文書を書写する人が「こうした方がいい」と考えればその都度変更が加えられながら書写された。
当時の重要な作品としてあげられるのが669年以降にニヴェルで書かれた『聖女ゲルトルーディス伝』、ルペーで書かれた『聖アイユル伝』、688年以前にフォントネルで書かれた『聖ヴァンドリル伝』、670年頃にルミルモンで書かれた『聖アメ伝』、707年以前にランで書かれた『聖女サラベルジュ伝』などである。

#### メロヴィング朝末期
メロヴィング朝末期の8世紀前半は、こうした修道院における文学活動とは裏腹に、古代以来の学校が姿を消し貴族層も次第に識字能力を喪失していった。初期中世フランス史の研究者ミシェル・ソは「ここで言っておかなければならないのは、文化的レベルが最も低下したのが、とくに八世紀前半だということである」と述べる。古代から継承した文化の中心地であった南部ガリアは8世紀前半にイスラームの襲撃を受け、さらに反撃に出た宮宰カール・マルテルのフランク軍によって再征服される中で甚大な被害を受けた。文化の中心となるべき都市は姿を消し、フランク王国の支配を安定させるために送り込まれていた軍隊を率いていたのは「肩書は貴族だが、証書の下部欄にも、署名の代わりに十字の印を書くことしかできない、無教養な男たち」（ミシェル・ソ）であった。教会の司教職も単なる収入源として戦士たちに与えられ、司牧の役割を果たすことはできなくなった。
このため、メロヴィング朝末期のガリアでは文盲は一般的となり、俗人貴族層も聖職者たちもまったく無学な状態となった。それゆえに、この時代はガリアにおいて文化史的に重大な転換期となっている。このような中で芸術・文学的伝統を維持し続けたのが上記のような多数の聖人伝を残し続けた修道院であり、カロリング朝時代の「文化のルネサンス」へとつながる文化的潮流はもっぱら修道士によって担われることになった。

### カロリング・ルネサンス

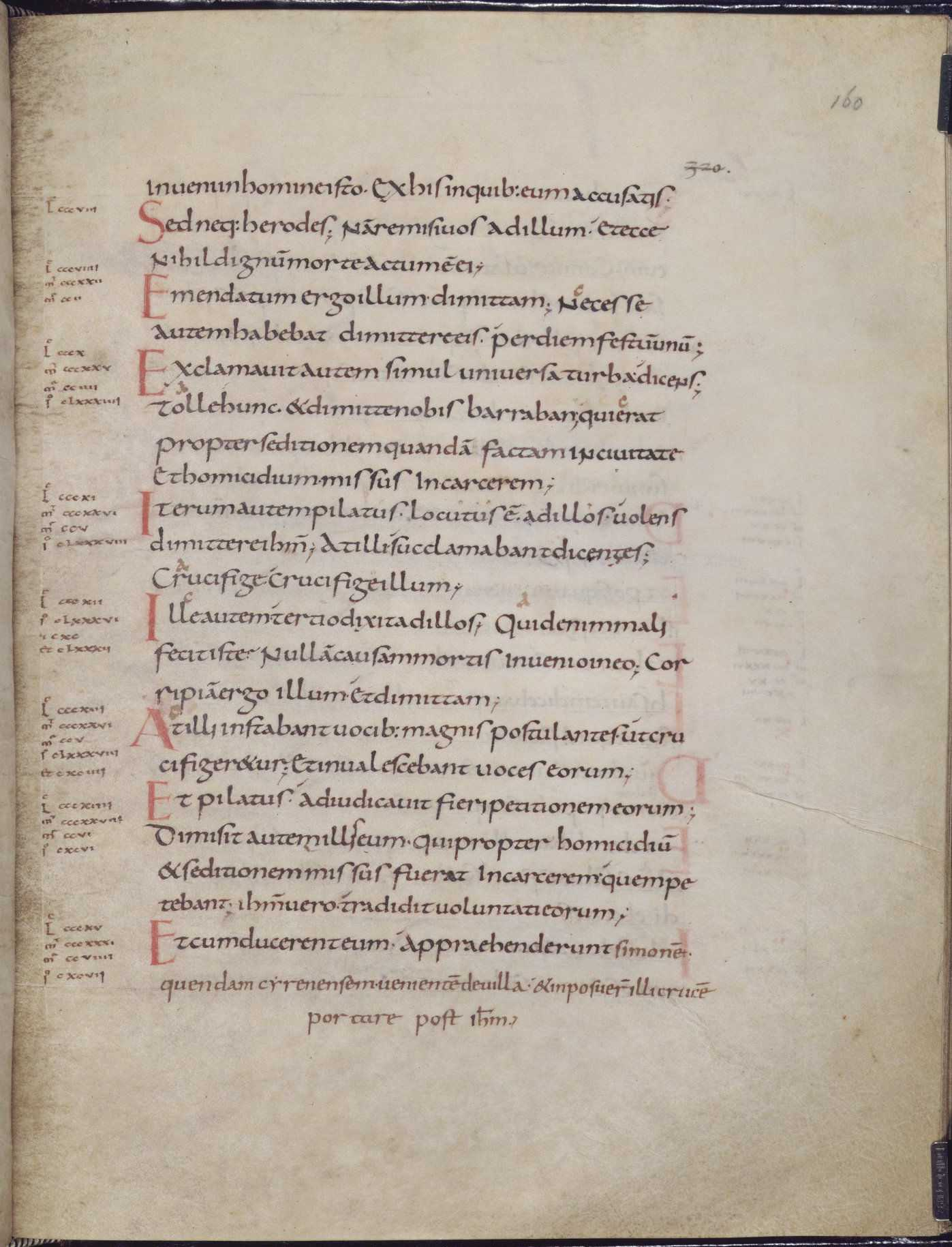
カロリング小文字体で書かれたカロリング朝の福音書（大英博物館 MS Add. 11848）の1ページ（160v）。ウルガタ聖書、ルカ 23:15-26

カロリング朝期、特にカール1世（大帝）の治世において、今日一般にカロリング・ルネサンスと呼ばれる古典古代の文芸復興の潮流があった。カール1世個人がどの程度教養を身につけていたかは、カール1世の伝記を残したアインハルト（エジナール）が書き残したことしか知られていない。それによればカール1世はラテン語を理解したが、文字は使えなかった。
カール1世はその活発な軍事活動によって3度ローマへと赴いた（774年、781年、786年）。このことはカロリング・ルネサンスの重要な基盤となった。即ち、イタリアとローマへの行軍を通じて、ファルドゥルフ、アクィレイアのパウリヌス、そして何よりも当時パルマにいたアングロ・サクソン人助祭アルクィン（アルクィヌス）や文法学者・歴史学者であるパウルス・ディアコヌスといった知識人がフランクの宮廷に招聘された。アルクィンはこの後カール1世の文化政策を主導する中心人物となる。さらにヒスパニアからイスラームの支配を逃れてやってきたテオドルフや、アイルランド人ドゥンガルらもフランク宮廷に到来した。
また、ローマ教皇から『ディオニュシオ＝ハドリアーナ法令集（Collectio canonum Dionysio-Hadriana）』と呼ばれる膨大なローマ教会法集が贈られ、これがフランク教会法の基盤となった。キリスト教帝国の王として、カール1世は人々が神の御心にかなって救いに到達するためには祈りの言葉を正しく唱える必要があると考え、ピピン3世時代にメッツ（メス）のクロデガングが始めていたローマを手本とする典礼の統一化を推進した。このため十分な能力を持った聖職者の養成が必要となり、教育の質的向上を図る訓令や法令が繰り返し発布された。カール1世の周囲には学者たちが集まってひとつの「宮廷」が形成され、アルクィンはこれを古代ギリシアのアカデメイアになぞらえた。アーヘンの宮廷には図書館が建設され、サッルスティウス、キケロ、クラウディアヌスなど、キリスト教以前のラテン語古典作品が並べられた。814年にカール1世が死んだ時点で実現していたことはごくわずかであったが、ルートヴィヒ1世（敬虔帝）はカール1世の文化政策を引き継いだ。
上記のような知識人たちの努力と政策的な支援の結果、9世紀には膨大な文筆活動が行われた。これを通じてカロリング・ルネサンスが文化史に残した特筆すべき遺産は「文法」と「文字」である。カロリング朝期の学者たちは文法的に正しいラテン語を追い求めた。「文法的に正しいラテン語」とは古代末期に明確化された古典ラテン語の文法規範にかなうラテン語を指し、特に帝政ローマ末期の文法学者ドナトゥスの文法書が広く拠り所とされた。学者たちはドナトゥスの文法書を基準にメロヴィング朝時代から伝わる写本の校訂を行い、「野卑な」「劣悪な」言葉を排除していった。アルクィンやテオドルフも同様の思考から、ラテン語訳聖書の修正を行い、聖人伝や教父の説教も同じく見直しがされた。これによって中世ラテン語の規範が確立され、学者たちの書き言葉とコミュニケーションの共通言語としてヨーロッパ中世を通じて使用されることになった。
文字において特筆すべきことはカロリング小文字体（カロリーナ小文字）の発明である。カロリング小文字では読みやすさを重視し、単語と単語の間に空白を置き、合字を避ける、などして筆写時の誤読を避けることが意図された。この文字は、神の言葉を正しく伝えるためには完璧で誤解の余地のないやり方で筆写されているべきであるという宗教的信念に応える技術的手段として存在した。このような信念は書籍の装飾にも反映されていき、書物の体裁とメッセージは一体であり、美麗な書体と装飾がメッセージの価値を高めるとされた。こうして規格化され、豪華に装飾され、時には金字で綴られた大型の福音書が作成されるようになった。
これらの結果、カロリング朝時代の何十年かの間に膨大な著作、筆写が行われ、現代でも当時の写本が8,000点あまり残っている。これは当時作成されたもののごく一部分にすぎないと考えられている。

#### 後世への影響
正しいラテン語の制定は、正しくない（田野風の）ラテン語が、ラテン語の変種（俗ラテン語）ではなく「別種の言語」と定義されるきっかけとなった。中世ラテン語の確立のあと、ラテン語からこれらの「田野風のラテン語」への「翻訳」が問題となるようになり、ここをロマンス語とラテン語の分岐点とする考え方が、ラテン語学者やロマンス語学者によっておおむね認められている。
カロリング朝時代に整備された教育機構（基本的には修道院の学校と司教座学校）はフランク王国の解体以後も11世紀から13世紀まで残った。その数は増大し、文字の使用される範囲も拡大するとともに、非ラテン語の文書も作成されるようになっていった。非ラテン語の「土着語」は言語の種類が何であれ、文法的な考察に値しない「劣った言語」と見なされた。しかし、こうした学校で学んだ書字生たちは、10世紀には土着語（ロマンス語）による文学作品を残すようになり、12世紀には俗人世界が影響力を増大した結果、特に貴族たちの要望によって非キリスト教的な土着語の作品が残されるようになった。トルバドゥールと呼ばれる詩人たちによってオック語で作成された『愛の歌』や、カール1世の甥であるとされるローランを称えるオイル語の『ローランの歌』などが代表的である。
また、カロリング・ルネサンスによって作成されたカロリング小文字は、フランク王国の終焉のあと次第に使用されなくなったが、簡素で読みやすく形体も単純であったため、16世紀に初期のユマニスト（人文主義者）の印刷者たちが印刷用の書式に採用した。したがってこの書体はのちのアルファベットの印刷書体と明らかな関連を持っており、現代でもなじみ深いものとなっている。

### 建築

カール1世の宮廷礼拝堂の平面プラン。八角堂の集中式プランによる中央部を上下二層からなる十六角形の周廊が取り囲む。

フランク王国時代の世俗建築は城塞などを含めてほとんどが木製であり、現存するものはない。石造で造られた宗教建築や宮殿の一部のみが今日に伝わる。宗教建築でも、メロヴィング朝時代の建造物の現存例はほとんどなく、ポワティエの洗礼堂、デュヌの地下墓室、サン＝ポール＝ド＝ジュアールの地下納骨堂、メッスのサン＝ピエール＝オ＝ノナンの内陣仕切りなどがわずかに残されているに過ぎない。これらの遺構は、その構成・装飾が古代の宗教建築にかなり忠実であったことを証明している。

#### カロリング・ルネサンス期の建築
カロリング朝期になると、カール1世以来のカロリング・ルネサンスの潮流の中で建築活動も活発化した。古代ローマの建築に関心を持ったカール1世は、ローマやラヴェンナにあった聖堂や住居から建築資材や美術品を運び出し、晩年の住処としたアーヘンに持ち込んだ。これらを用いて門楼、謁見用大広間、宮廷礼拝堂、学校、浴堂、軍事設備などを備えた壮麗な宮殿が建設された。この宮殿はローマ時代にトリーアに建設されたコンスタンティヌス1世（大帝）のアウラ・パラティナを参考にしたともいわれ、当時の詩人は「われらの時代は古典文明に変容した。革新された黄金のローマがこの世に再生した」と謳っている。この宮殿の中で現存するのは宮廷礼拝堂のみであるが、直径14.5メートル、高さ30.6メートルのドームを戴く八角堂の集中式プランのこの礼拝堂は、規模でこそ同時代のビザンツや古代のローマ建築に及ばないものの、その装飾は古代の唐草文様や柱頭装飾が精巧にコピーされており、技術的な確かさは「ルネサンス美術」そのものと評される。

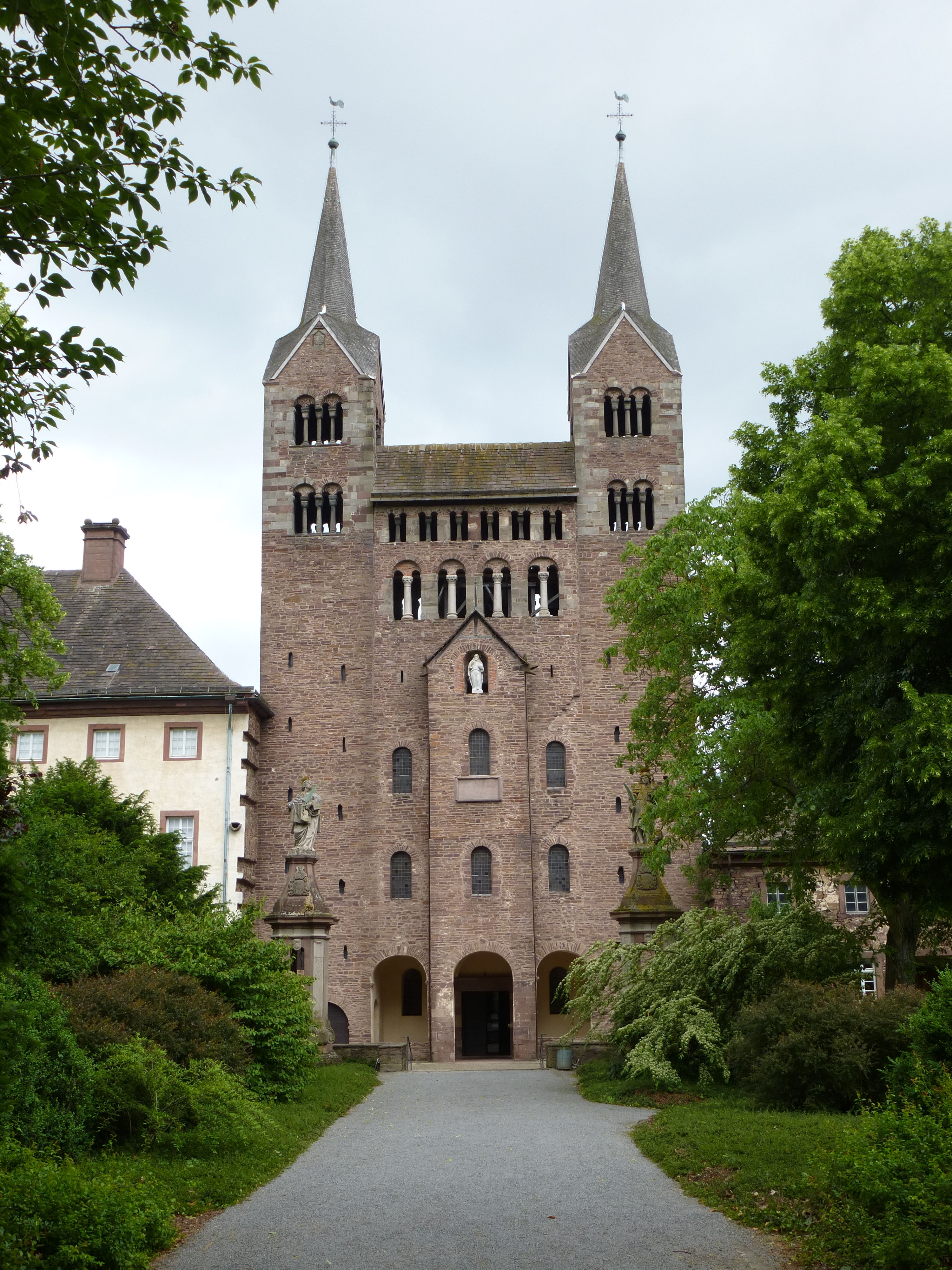
コルヴァイの「西構え（Westwerk）」。最上部部分は後世の増築。

また、この宮廷礼拝堂に代表されるフランク時代（カロリング時代）の教会建築は典礼の作法との関係から「西構え（英：Westwork、独：Westwerk、仏：Massif occidental」と呼ばれる新機軸が採用された。これは教会を西向きに建て、建物の西側部分には多層建造物が建てられるものであった。殉教者の聖遺物を安置し、玄関広間も兼ねる1階、大アーチを持った広間になっていて、救世主の祭壇が設けられた2階、聖歌隊席のある3階からなり、各部分は2つの階段塔で結ばれた。反対側の東部分には内陣が設けられ、使徒たちが祀られた。この構成はカロリング時代の教会モニュメントの特徴をなすとともに、「西構え」の多層建築は後世のロマネスク建築やゴシック建築の教会に特徴的な、左右に塔を備えたファサードの原型となった。同じくロマネスク建築とゴシック建築に共通する後陣も、その直接的な起源をこのカロリング朝の教会建築に持っている。アーヘンの宮廷礼拝堂の「西構え」は後世の改築時に失われてしまったが、コルヴァイの修道院聖堂のものが現存し、その姿を見ることができる。
古代ローマから受け継がれた聖堂建築のスタイルには、集中式のほかにバシリカ式のものがあった。量的にはアーヘンの宮廷礼拝堂のような集中式プランの建築は少数派であり、もっぱらバシリカ式の方が王国の各地に普及した。バシリカ式の普及は、カロリング朝時代の聖遺物（聖人の遺体の一部）信仰の普及を原動力とするもので、聖遺物はイタリアからさまざまな方法でフランク領内へ持ち込まれた。イタリアで確立していた聖遺物を祀る建築様式としてのバシリカは聖遺物とともに北上し普及した。重要な作例としてはサン＝ドニ大聖堂やケルン大聖堂が挙げられる（いずれも当時の姿では現存していない）。

#### 軍事施設
ほとんど恒常的に戦争が行われていた結果、フランク王国では各地に要塞、あるいは要塞線が築かれた。しかし、王国の中心部では重要な築城の痕跡はほとんど残されていない。今日確認することができるのはローマ時代の城塞都市の修復の跡であり、カオール（630年に修復）、オータン（660年に修復）、ストラスブール（722年に修復）などでローマ時代の市壁が再建された。カオールで再建された城壁はモルタルを使用せず、弓兵による側面射撃を行うための塔が設置された。

### 音楽
フランク王国のカロリング・ルネサンス期は、ヨーロッパの音楽史において初めて具体的な姿が確認できるようになる時代である。ヨーロッパの音楽は古代ギリシアにその根源を持つ。英語で音楽を意味する「music」という単語はギリシア語のムーシケー（μουσικη、ムーサの枝）に由来する。しかし、技術的には古代ギリシアの音楽は中世のヨーロッパに伝わることはなく、フランク王国で確立されたヨーロッパ音楽はキリスト教の歌唱にその源流を持つ。
カロリング・ルネサンスの主導的人物であったアルクィンは宮廷学校にローマ式の自由学芸七科を導入した。下級三科と上級四科に分類されたこの自由学芸のうち、上級四科のひとつは音楽であった。後世の音楽に絶大な影響を与えたのが、東ゴート王国に執政官として仕えた学者ボエティウスが記した『音楽教程』（De institutione musica）や、その後継者であるカッシオドルスの『綱要』（Institutions）であり、これらはハーモニーを支配する数比を考察する数比論、思弁的音楽論であり、教養学として中世を通して学ばれることになる。ただし現存する最古のフランク王国の楽譜（同時にヨーロッパ最古の楽譜）であるグレゴリオ聖歌はハーモニーのない単旋律の歌である。
カール1世は旧来のガリア式典礼や、スペイン辺境領で行われていたモサラベ典礼等を廃し、ローマ式典礼の統一普及を推し進めた。各種の典礼はそれぞれ独自の聖歌を持っていたが、これを機に一部の例外を除いて典礼音楽も統一されていった。このローマ式典礼のための聖歌がグレゴリオ聖歌であった。那須輝彦はその意味で「グレゴリオ聖歌はローマ聖歌と呼ぶのが正確である」と述べている。ただし、古ローマ聖歌と呼ばれるローマに残された楽譜の写本は、フランク王国領内で発見される写本とは同じローマ典礼用でありながら旋律がまったく異なる。したがって一般にグレゴリオ聖歌として知られる旋律は、カール1世によってローマの聖歌がフランク王国に伝搬していく中で、フランク人の嗜好に合わせて改変された後の姿であると考えられている。ローマ式典礼は9世紀から10世紀にかけて式文の体系が整い、それに合わせて膨大なグレゴリオ聖歌のレパートリーが整えられていった。中世ヨーロッパの音楽は、大部分がこのグレゴリオ聖歌を元に展開していくこととなる。
また、これらを伝えるために楽譜の記法も整備された。9世紀にはフランク人音楽家はメロディを書き留めるための記号体系を作り出し始めていた。まず（おそらくビザンツ帝国から導入された）歌詞の上に違う色のインクで点や線を記すネウマ譜と呼ばれる表記法があった。初期のネウマ譜はメロディが上がるか下がるかだけしかわからず、音程を示さなかったのであくまで補助的なものでしかなかったが、数世代後には音程を表せる数本の線を用いた楽譜が登場し始めた。もっとも重要な理論家はベネディクト会の修道士フクバルドゥス（フクバルド）とグイード・ダレッツォ（アレッツォのグイード）で、特にグイードは間隔を置いた平行線を用いて音程を表す記譜法を生み出し、同時代人に深い感銘を与えた。

### 金属工芸

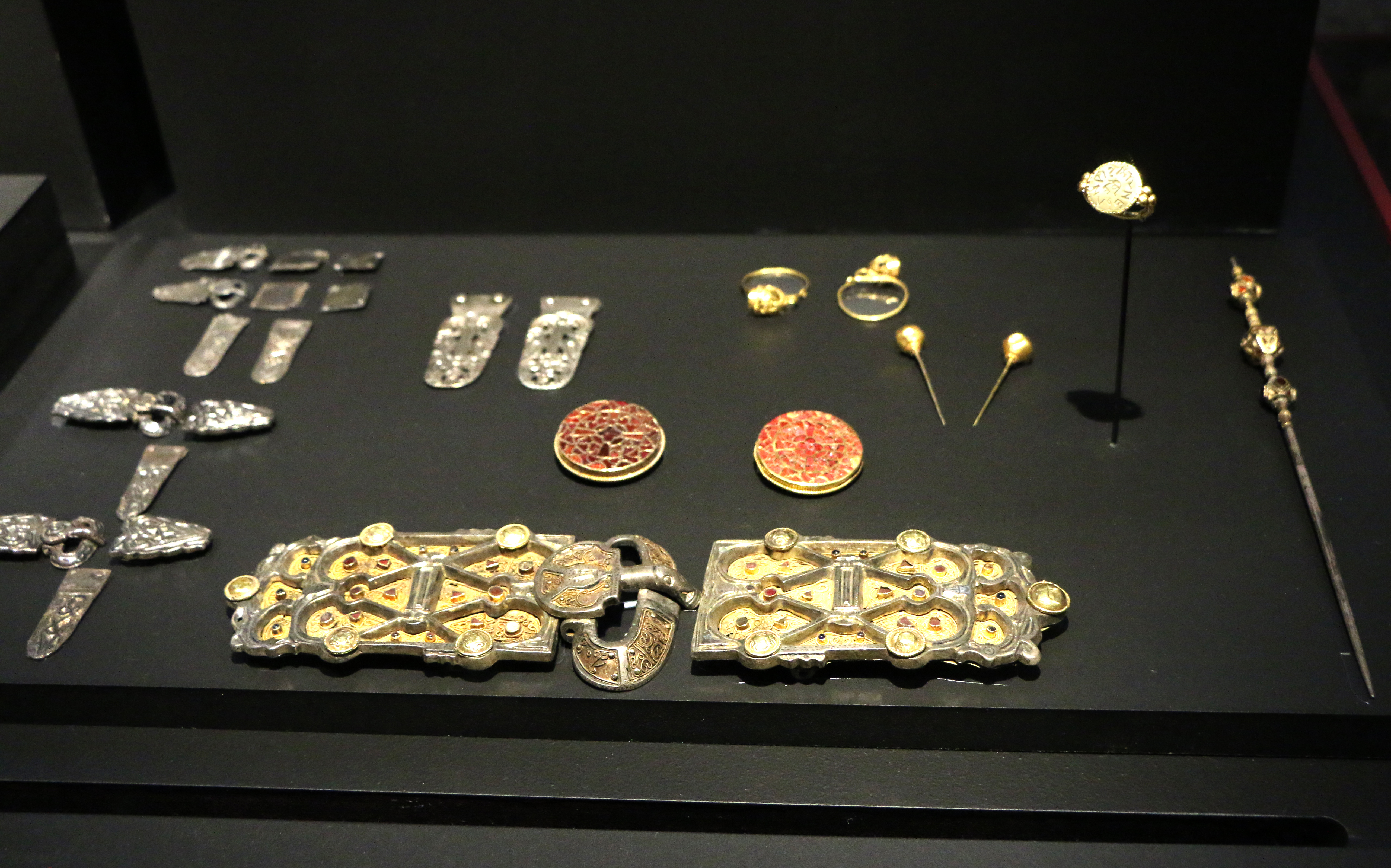
アルネグンダの墓から発見された副葬品

フランク族を含むゲルマン人たちはローマ帝国時代から金属工芸を得意とし、高い技術水準を誇っていた。フランクの美術はこうしたゲルマン古来の美術と、ローマの影響の中で形成されていった。フランク族にまつわる美術工芸品の中で確実に年代（482年以前）がわかる最古のものは、1653年に現在のベルギー領内にあるトゥルネで発見されたクローヴィス1世の父キルデリク1世の墓の副葬品であり、すでにフランク族の美術がゲルマン美術とローマの双方から影響を受けていることを示している。この副葬品のうち、当時のフランク族の芸術動向を示す代表作と言えるのが、キルデリク1世の儀式用短剣の装飾金具であり、クロワゾネと呼ばれる象嵌細工で飾られ、当時の高い技術を示している。また、サン＝ドニ大聖堂の敷地で発見されたクロタール1世王妃アルネグンダ（アレグンデ）の墓でもベルトの飾り金具、ピン、円形ブローチなどの金工品が発見されている。これらの作品はメロヴィング朝初期の美術様式の発展を知るうえで、制作年代が確かな基準作として重要視されている。
キリスト教の拡大と普及はこうした金属工芸にも影響を及ぼした。アレマンネンで発見された7世紀後半の裕福な女性の墓で発見されたフィブラは、クロワゾネ技法で金メッキされた銀で作成されており、その銘にはキリスト教のインスピレーションが見られる。キリスト教の礼拝は多数の典礼用具の制作を要求した。そのための技術と霊感の源は世俗的な物品にも影響を与えずにはおかなかった。王の納戸役（宝物管理人）であり金銀細工師であった聖エリギウスは、サン＝ドニ修道院のための十字架のほか、メロヴィング家の王のための玉座や奢侈品を作っていた。

## 史料
- 『フランク史』（歴史十書、歴史十巻とも）: Libri Historiarum X

トゥール司教グレゴリウスによって書かれた、天地創造から591年までの時期を取り扱った歴史書。日本語では『フランク史』『歴史十巻』『歴史十書』などと呼ばれる。初期フランク王国史の基本史料であり、本書がなければメロヴィング朝史についての情報はほとんどないと言っていい。
- 兼岩正夫 訳『歴史十巻（フランク史）Ⅰ』東海大学出版会、1975年6月。ISBN 978-4-486-00297-0。
- 兼岩正夫 訳『歴史十巻（フランク史）Ⅱ』東海大学出版会、1977年6月。ISBN 978-4-486-00387-8。
- 杉本正俊 訳『フランク史 - 一〇巻の歴史』新評論、2007年9月。ISBN 978-4-7948-0745-8。

- 『フレデガリウス年代記』: （英）Chronicle of Fredegar

天地創造から7世紀半ば、バージョンによっては768年までの出来事を扱った年代記。後世の挿入を含む。グレゴリウスの作品と重複する時代はほとんどグレゴリウスの圧縮版であるが、591年以降のメロヴィング朝についてのほとんど唯一の政治史の情報源である。16世紀に著者名がフレデガリウスであるとされたが、実際の著者は不明であり写本によって構成も異なる。
- J. M. Wallace-Hadrill (1981-4). Fourth Book of the Chronicle of Fredegar With Its Continuations. Praeger Pub Text. ISBN 978-0-31322741-7

- 『フランク史書（英語版）』： Liber Historiae Francorum

フランク族の起源から727年までを取り扱った歴史書。著者不明。メロヴィング朝についての歴史史料は『歴史十巻（フランク史）』『フレデガリウス年代記』そして本書の3つでほぼすべてである。グレゴリウスの作品との重複時代はやはりその圧縮版であるが、7世紀後半から8世紀初頭にかけての記述は著者が直接見聞きした同時代史であり貴重な情報を含む。
- 橋本龍幸 (2012-09). “フランク史書 Liber Historiae Francorum （訳注）”. 人間文化 : 愛知学院大学人間文化研究所紀要 (東洋英和女学院大学) 27. NAID 40019440946 2018年3月閲覧。 エラー: 閲覧日は年・月・日のすべてを記入してください。. （一部のみ）
- Bernard S. Bachrach (1973-6). Liber Historiae Francorum. Coronado Pr. ISBN 978-0-87291058-4

- 『カロルス大帝業績録集成』： Curpus Gesta Karoli（Vita Karoli Magni、Gesta Karoli Magni Imperatoris、およびAnnales Regni Francorum）

カール1世に仕えたマイン川地方出身の貴族、アインハルトが記したカール1世の伝記。著者がアーヘンの宮廷に出入りしていたことや、その教養の確かさなどからカール1世時代についての重要な記録となっている。アインハルトが記した『カロルス大帝伝』（Vita Karoli Magni）と、吃音者ノトケルス著とされる著者不明の『カロルス大帝業績録』（Gesta Karoli Magni Imperatoris）は12世紀以降の写本では二書一組でしばしば筆写された。さらに重要な写本ではアインハルト補筆とされる『フランキア王国年代誌』（Annales Regni Francorum）と三書一組にされ、『カロルス大帝業績録集成』（Curpus Gesta Karoli）として伝わっている。
- 國原吉之助 訳『カロルス大帝伝』筑摩書房、1988年3月。ISBN 978-4-480-83591-8。

- 『ニタルトの歴史四巻』： Historiarum libri IIII

ルートヴィヒ1世（ルイ1世、敬虔帝）の後の兄弟たちによる争いとその後のヴェルダン条約によるフランク王国分割について記録した同時代史。著者ニタルト（ニタール）はこの争いの中でシャルル2世（禿頭王）に組し、重要な臣下の1人として働いた。彼はシャルル2世から紛争についての確実な記録を依頼され、その結果が『ニタルトの歴史四巻』として残された。ニタルトが戦死したことで中途で終わっているが、中世ヨーロッパ史の重要史料である。
- 岩村清太 訳『カロリング帝国の統一と分割 -ニタルトの歴史四巻-』知泉書館、2016年7月。ISBN 978-4-86285-235-9。

- 『ザクセン人の事績』: Res gestae saxonicae

コルヴァイの修道士ヴィドゥキントによって書かれたオットー朝前期のドイツ＝東フランク王国の基本史料のひとつ。ヴィドゥキントは「我々の君侯たちの事績」「私の身分と私の民族」の歴史を叙述することを企図した。10世紀後半当時における歴史の「記憶」をよく伝える史料とみなされる。
- 三佐川亮宏 訳『ザクセン人の事績』知泉書館、2017年4月。ISBN 978-4-86285-256-4。

- 『ランゴバルド史』： Historia Langobardorum

ランゴバルド人貴族・聖職者であったパウルス・ディアコヌスがランゴバルド史についてまとめた歴史書。780年代後半から790年代前半にかけて書かれたとみられる。フランク王国との交渉についての情報を含む。
- 日向太郎 訳『ランゴバルドの歴史』知泉書館、2016年12月。ISBN 978-4-86285-245-8。